# Історія армії США

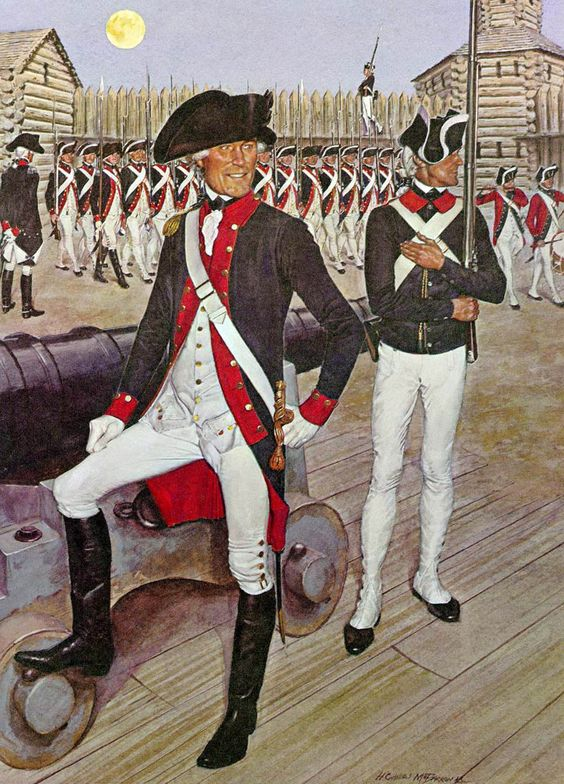
Солдати американської армії. 1786

Історія армії США — історія заснування, застосування та розвитку сухопутних військ Сполучених Штатів Америки. З моменту свого формування в 1775 році армія Сполучених Штатів була та залишається найчисельнішим видом Збройних сил США, її основним сухопутним компонентом, призначеним для ведення бойових дій переважно на суходолі та військової окупації. Континентальна армія була заснована за рішенням Континентального Конгресу 14 червня 1775 року, як об'єднана армія від представників всіх північноамериканських штатів на чолі з генералом Джорджем Вашингтоном у відповідь на потребу в професійних солдатах у війні за незалежність США для боротьби з вторгненням британської армії. До 1940-х років армія була відносно невеликою в мирний час. 1947 року військова авіація армії, що була заснована 1907 році, стала повністю незалежним від армії окремим видом ЗС. До 1947 року перебувала під контролем Військового міністерства, а відтоді — Міністерства оборони. З моменту заснування армія США брала участь у чисельних війнах, які вели Сполучені Штати, зокрема в Індіанських війнах, починаючи з 1790-х років, англо-американській війні 1812 року (1812–15), американо-мексиканській війні (1846–48), громадянській війні в США (1861–65), іспансько-американській війні (1898), Першій (1917–18) і Другій світових війнах (1941–45), у Корейській війні (1950–53) та війні у В'єтнамі (1965–71). Після закінчення «Холодної війни» в 1991 році армія зосередилася переважно на Західній Азії, де брала участь у війні в Перській затоці 1991 року та в Іраку, а також у двадцятирічній війні в Афганістані.

## Континентальна армія

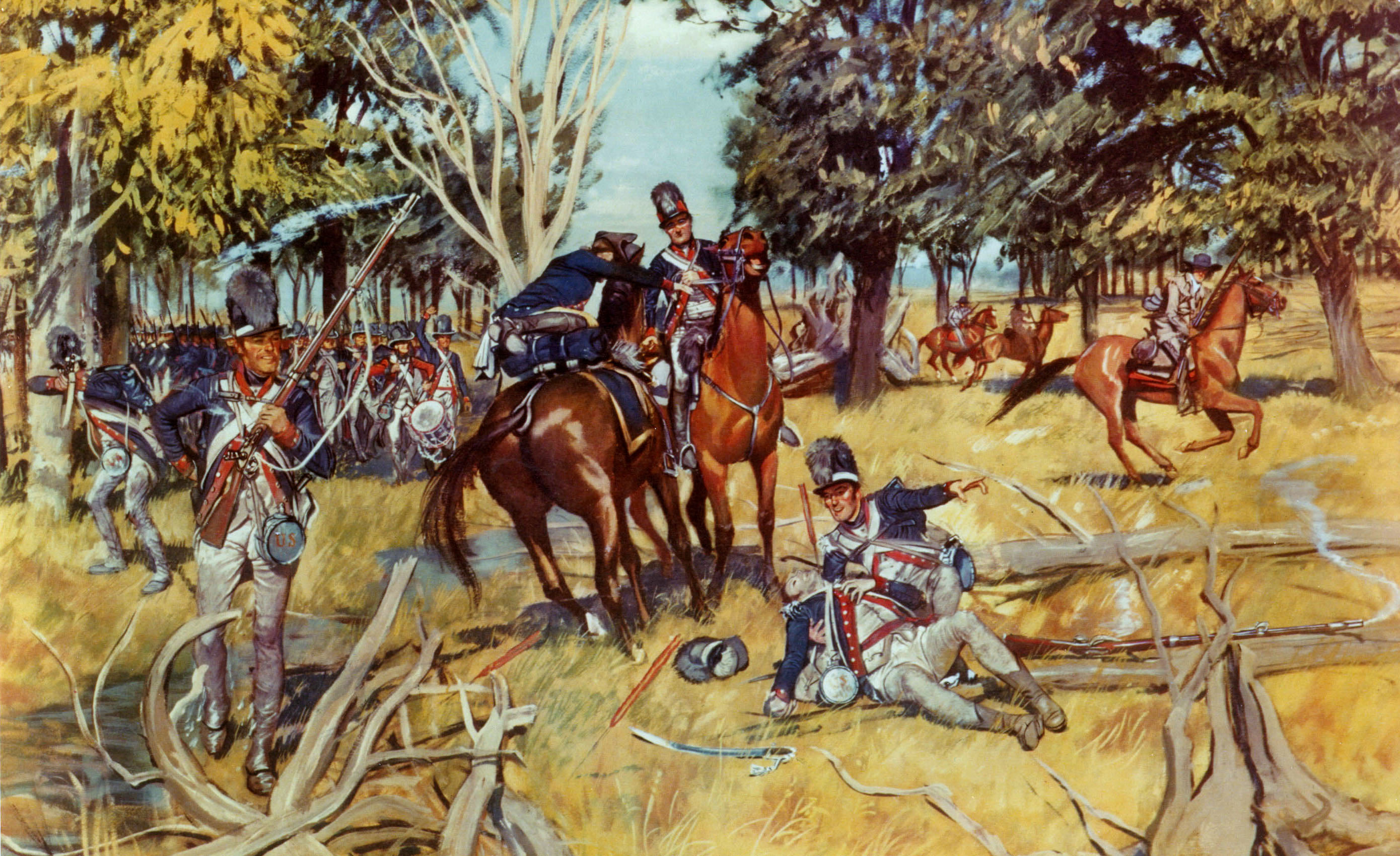
Американська кіннота в битві біля Фоллен Тімберз. 20 серпня 1794

Коли почалася війна за незалежність США (19 квітня 1775 року битвою при Лексінгтоні та Конкорді), колоніальні революціонери не мали постійної армії. Раніше кожна колонія покладалася на ополчення (яке складалося з громадян-солдатів, які за сумісництвом неповний робочий день повинні були проходити службу) для місцевої оборони або для створення тимчасових «провінційних полків» під час таких криз, як війни з французами та індіанцями 1754—1763 років. Оскільки напруженість у відносинах із Великою Британією зростала в роки, що передували війні, колоністи почали реформувати свої ополчення, готуючись до потенційного конфлікту. Підготовка міліціонерів почала підвищуватися після ухвалення британським парламентом Нетерпимих актів у 1774 році. Колоністи, такі як Річард Генрі Лі запропонували сформувати національне ополчення, але Перший Континентальний конгрес відхилив цю ідею.

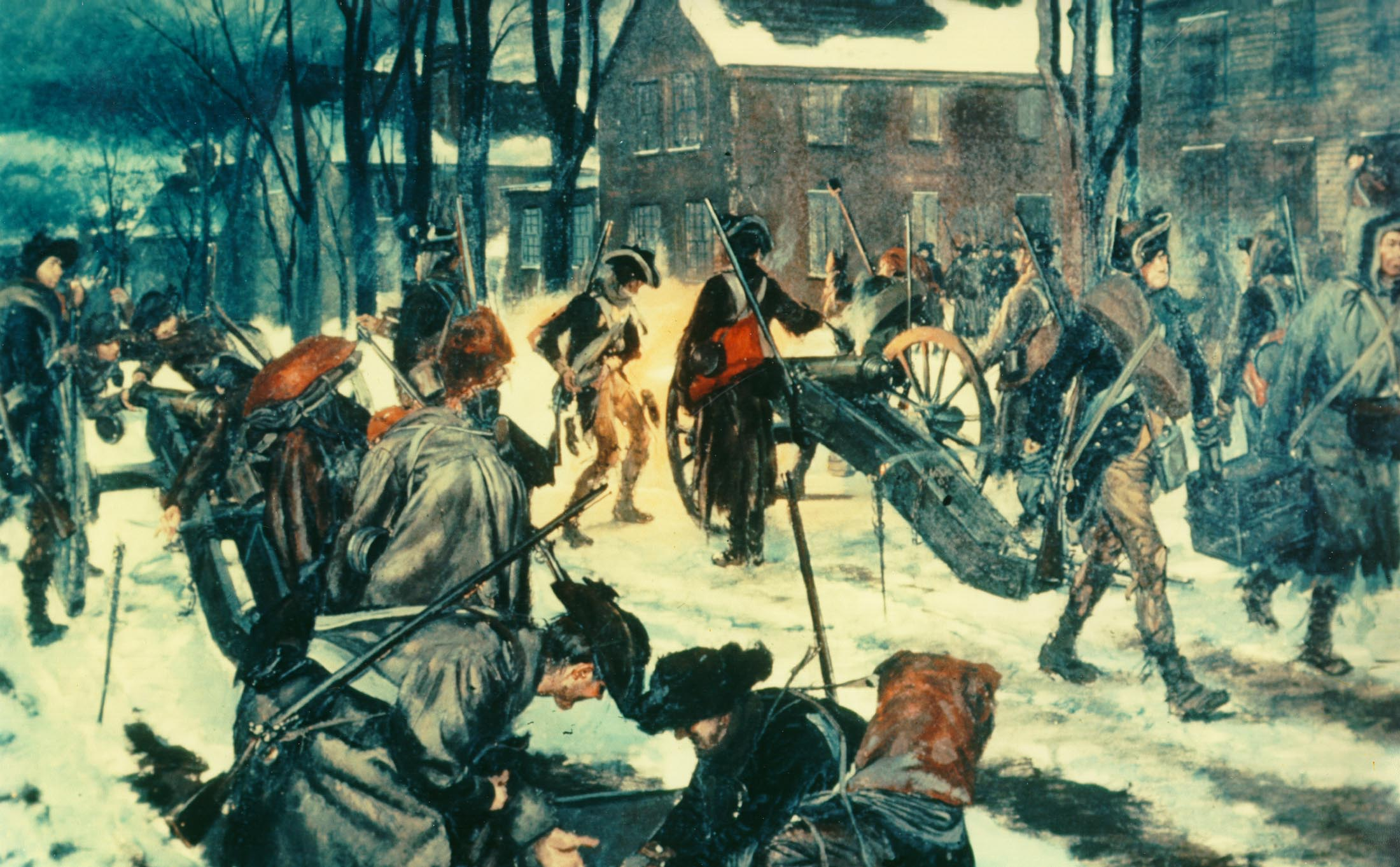
Американська артилерія в битві біля Трентона. 26 грудня 1776

23 квітня 1775 року Конгрес провінції Массачусетс санкціонував створення колоніальної армії, яка складалася з 26 полкових рот, за якими невдовзі відбулося формування аналогічних, але менших за розміром підрозділів, сформовані колоніальною владою Нью-Гемпшира, Род-Айленда і Коннектикуту. 14 червня 1775 року Другий Континентальний конгрес вирішив продовжити створення Континентальної армії для цілей спільної оборони, прийнявши війська, які вже існують за межами Бостона (22 000 військових) і Нью-Йорка (5 000). Він також зібрав перші десять рот континентальних військ на один рік, стрільців із Пенсільванії, Меріленду, Делаверу та Вірджинії, які використовувалися як легка піхота, що пізніше, у 1776 році, стала 1-м Континентальним полком. 15 червня Конгрес одностайним голосуванням обрав Джорджа Вашингтона головнокомандувачем Континентальної армії. Військовослужбовці були молодими, бідними, часто ірландського чи німецького походження. Приблизно кожен десятий був афроамериканцем.

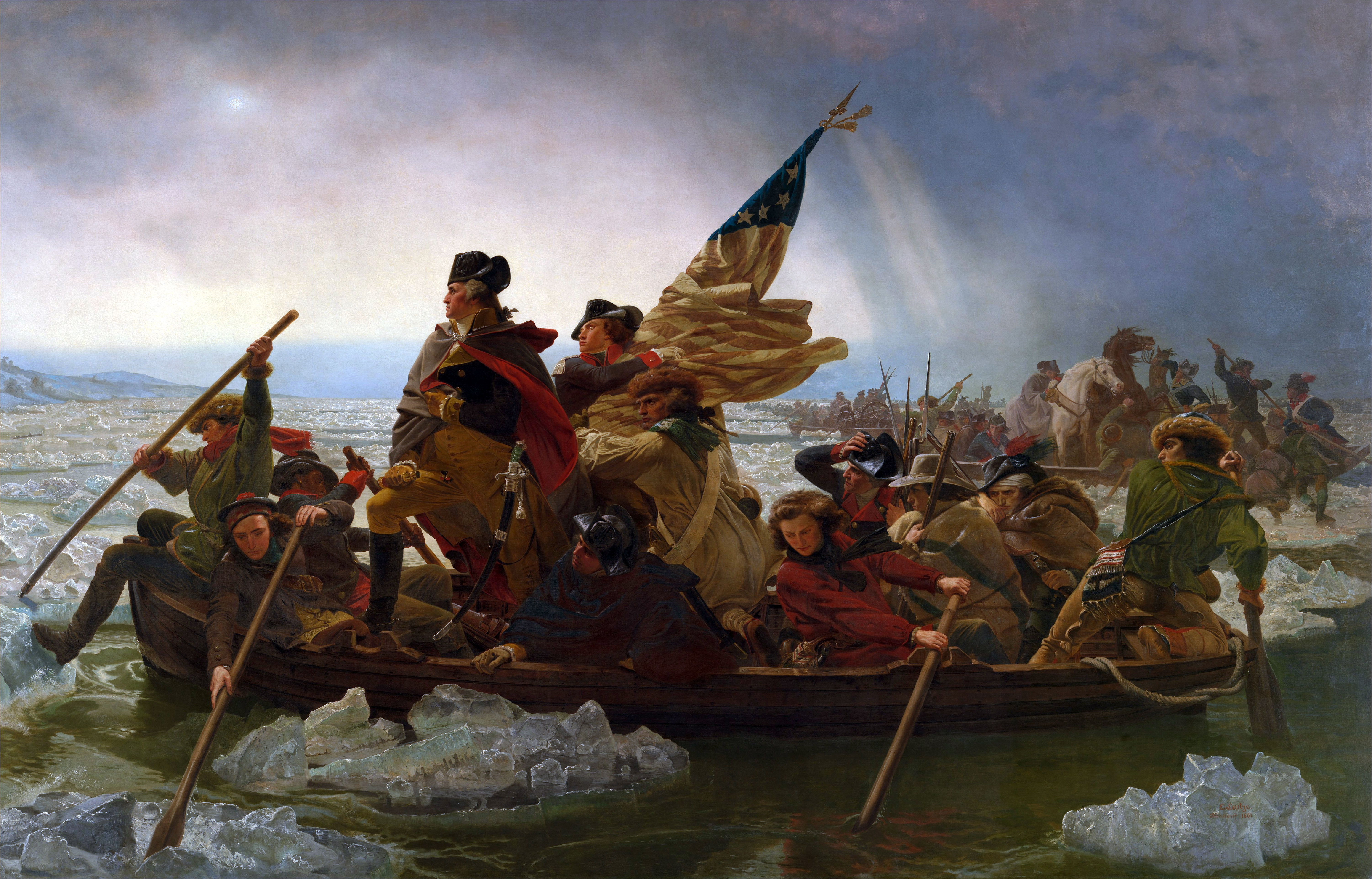
Вашингтон переправляється через Делавер, 1851 р.

В результаті успішної облоги Бостона, Вашингтону вдалося витіснити британців в 1776 році до Нової Шотландії, але пізніше того ж року молода американська армія була розбита в кампанії 1776—1777 років, а її командувач майже захоплений у полон, коли втратив Нью-Йорк. Після переправи через річку Делавер серед зими, Вашингтон здобув перемогу над британськими військами у двох битвах, при Трентоні та Принстоні, повернув Нью-Джерсі та відновив віру у свої сили Патріотам. Завдяки його стратегії революційні сили захопили дві великі британські армії під Саратогою в 1777 році і в Йорктауні в 1781 році. Історики віддають шану Вашингтонові за його відбір та керівництво своїми генералами, заохочення морального духу і здатність як лідера утримувати разом армію, підтримувати координацію з губернаторами штатів і підрозділами міліції штату, відносини з Конгресом і персональну увагу до проблем постачання, матеріально-технічного забезпечення та навчання молодої армії. Проте в боях Вашингтона неодноразово перемагали британські генерали, маючи у своєму розпорядженні більші армії. Після перемоги в 1783 р. Вашингтон пішов у відставку, а не захопив владу, доводячи свою позицію нейсприйняття військової диктатури та прихильність американському республіканізму.

### Перша організація армії
Спочатку Конгрес своїм наказом визначив формування десяти рот стрільців. Однак перший повноцінний піхотний полк регулярної армії, 3-й піхотний полк, був сформований лише в червні 1784 року.
16 червня 1775 року, після надання дозволу на створення Континентальної армії, Конгрес дозволив формування в її інтересах підтримки кількох департаментів. Пізніше ці чотири департаменти перейменували в корпуси: корпус генерал-ад'ютанта, інженерний корпус армії, фінансовий корпус і корпус інтендантів. Пізніше Конгрес санкціонував створення підрозділів польової артилерії та кавалерії в листопаді 1775 та грудні 1776 року відповідно.

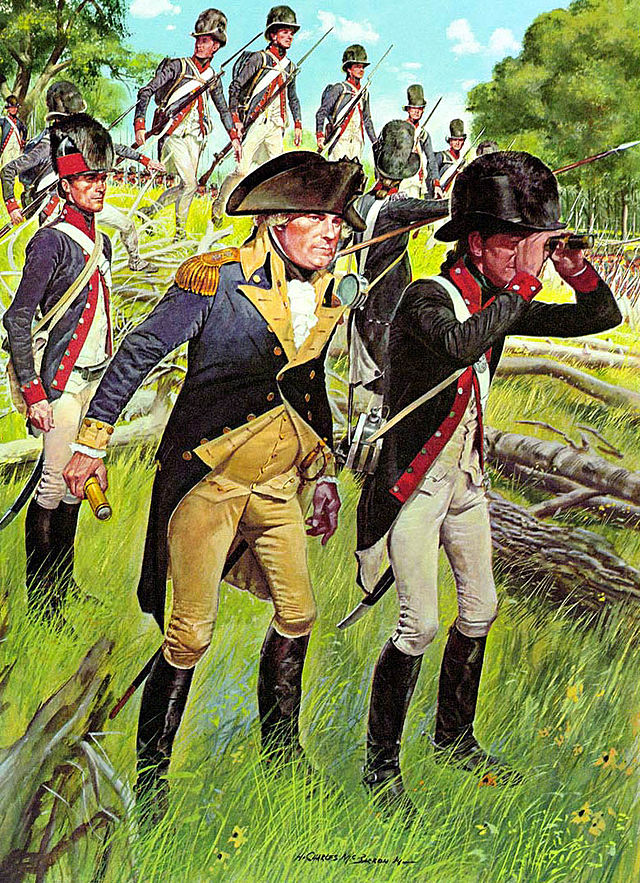
Американський генерал Ентоні Вейн на чолі Легіону в бою. Північно-західна індіанська війна. 1794

Загалом, Континентальні сили складалися з кількох послідовних армій, або формувань:
- Континентальна армія 1775 року, що складалася з первинної армії Нової Англії, організованої Вашингтоном у три дивізії, шість бригад і 38 полків. Десять полків генерал-майора Філіпа Скайлера Нью-Йорку були відправлені для вторгнення в Канаду.
- Континентальна армія 1776 року, реорганізована після того, як закінчився початковий період набору солдатів до армії 1775 року. Вашингтон подав рекомендації Континентальному конгресу майже відразу після того, як посів посаду головнокомандувача, але для їх розгляду та виконання потрібен був час. Ця армія складалася з 36 полків, найбільш стандартизованих до одного батальйону чисельністю по 768 людей, сформованих у вісім рот, із загальною чисельністю рядових 640 осіб.
- Континентальна армія 1777—1780 рр. стала результатом кількох важливих реформ і політичних рішень, які були прийняті, коли стало очевидно, що британці відрядили великі сили для придушення американської революції. Континентальний конгрес ухвалив «Рішення про 88 батальйонів», наказавши кожному штату розгорнути по одно-батальйонному полку пропорційно до чисельності колонії, а згодом Вашингтон отримав повноваження зібрати додаткові 16 батальйонів. Крім того, терміни набору були продовжені до трьох років або «тривалості війни», щоб уникнути криз наприкінці року, які виснажували сили (включаючи помітний розвал армії наприкінці 1776 року).
- Континентальна армія 1781—1782 рр. пережила найбільшу кризу американської сторони у війні. Конгрес збанкрутував, що дуже ускладнювало поповнення солдатів, у яких закінчився трирічний термін. Народна підтримка війни була на рекордно низькому рівні, і Вашингтону довелося придушити заколоти у Пенсильванській лінії[en] та у лінії Нью-Джерсі[en]. Конгрес проголосував за скорочення фінансування армії, але Вашингтон все ж зумів здобути важливіші стратегічні перемоги.
- Континентальна армія 1783—1784 рр., яку вважається передвісником сучасної армії США, що існує донині. Після укладення миру з британцями більшість полків була розпущена.

На додаток до регулярних військ Континентальної армії, іррегулярні місцеві загони міліції, зібрані та фінансовані окремими колоніями/штатами, брали участь у боях протягом усієї війни. Іноді загони міліції діяли незалежно від Континентальної армії, але часто місцеві ополчення викликали для підтримки та посилення регулярних військ Континентальної армії під час кампаній (війська міліції здобули репутацію схильності до передчасного відступу, що було закладено в стратегію битви при Каупенсі).

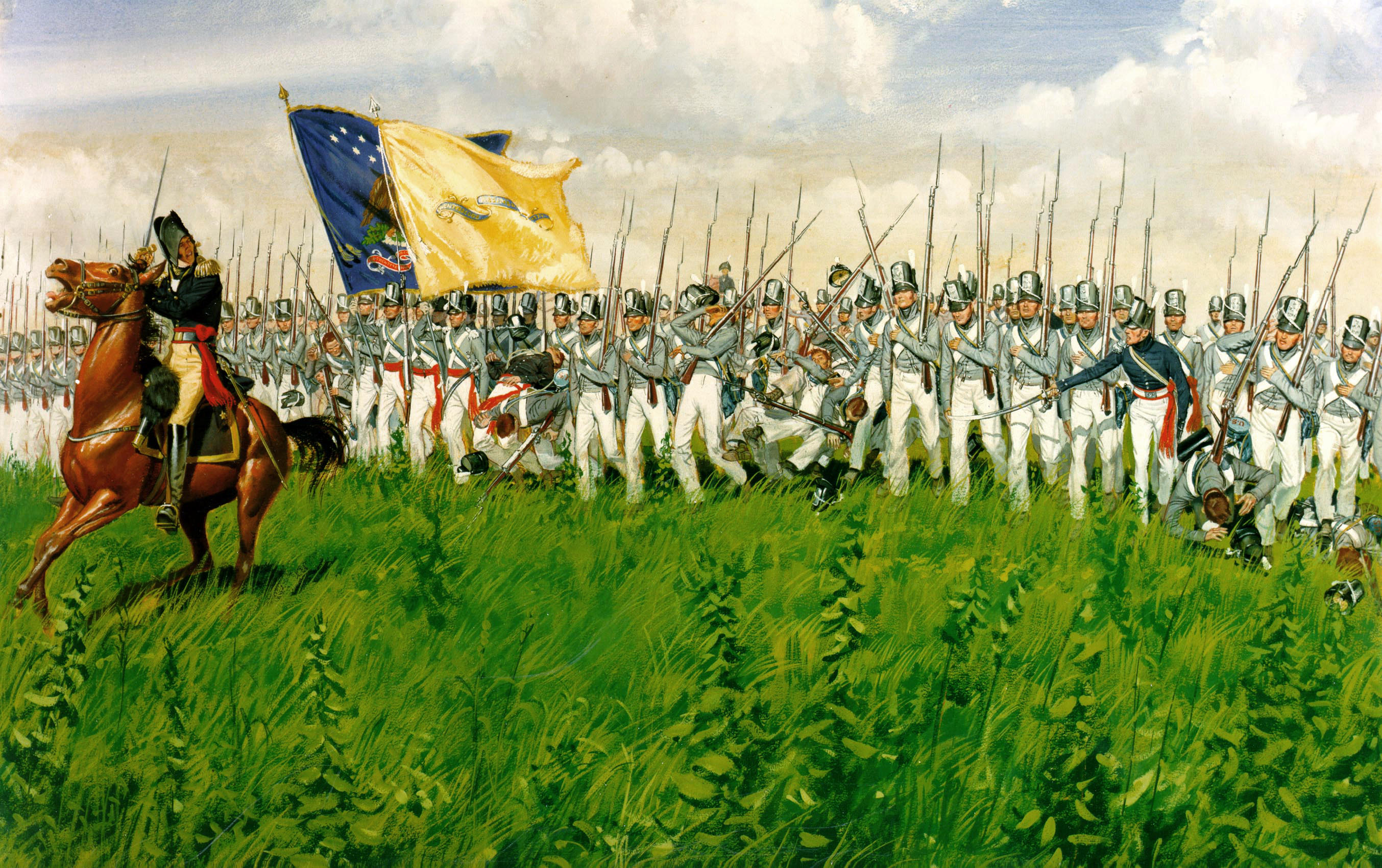
Американська армія під командуванням генерала Вінфілда Скотта в битві при Чіппеві. 5 липня 1814

## Перший період (1783—1812)
Після війни Континентальна армія була швидко розпущена через недовіру американців до постійних армій, і нерегулярні державні ополчення стали єдиною сухопутною армією нової країни, за винятком 1-го американського полку для охорони західного кордону та однієї артилерійської батареї, яка охороняла арсенал Вест-Пойнта. Однак через триваючий конфлікт з індіанцями незабаром зрозуміли, що необхідно мати постійну навчену армію. У період з червня до листопада 1792 року у Форт-Лафайєті, штат Пенсільванія, під керівництвом генерал-майора Ентоні Вейна було створене перше з формувань, Легіон США. Щойно сформований Легіон у вирішальній битві біля Фоллен Тімберз у 1794 році вщент розгромив війська індіанської конфедерації племен.
Потім Легіон без протидії просунувся до Кекіонги в північній Індіані поблизу кордону з Огайо і заснував форт Вейн на місці майбутнього міста. Грінвільський договір 1795 року приніс мир на північний кордон Огайо і відкрив східний і південний Огайо для поселення.
Після смерті Вейна в 1796 році командування Легіоном перейшло до бригадного генерала Джеймса Вілкінсона. Легіон був перейменований на армію США.

## XIX століття

### Англо-американська війна (1812—1815)
Війна 1812 року, друга і остання війна Сполучених Штатів проти британців, була менш успішною, ніж революція. Вторгнення в Канаду не вдалося і американські війська не змогли зупинити британців від спалення нової столиці міста Вашингтона. Однак під час Ніагарської кампанії 1814 року регулярна армія під керівництвом генералів Вінфілда Скотта та Джейкоба Брауна довели, що вони професійні воєначальники та здатні перемогти велике вторгнення регулярної британської армії. Нація відсвяткувала велику перемогу армії під керівництвом Ендрю Джексона в битві за Новий Орлеан у січні 1815 року, таким чином поклавши край війні.
Численні невдачі та фіаско війни 1812 року переконали Вашингтон, що необхідна ґрунтовна реформа Військового міністерства. Військовий секретар Джон К. Келхун реорганізував департамент у систему бюро, керівники яких обіймали посади довічно, і командувача усією армією, хоча Конгрес не санкціонував запровадження цієї посади. Протягом 1840-х і 1850-х років Вінфілд Скотт був старшим генералом, який пішов у відставку лише на початку Громадянської війни в США в 1861 році. Начальники бюро виконували функції радників військового міністра, водночас командуючи власними військами та польовими інсталяціями. Бюро часто конфліктували між собою, але в суперечках з командувачем військовий міністр загалом підтримував сторону бюро.
У 1824 році Келхун створив Бюро у справах індіанців, головне агентство військового міністерства для роботи з корінним населенням країни до 1849 року, коли Конгрес передав його новоствореному Міністерству внутрішніх справ.

### Експансія на захід
В період з 1815 до 1860 року головною роллю армії був контроль над індіанцями на Заході та підтримання в бойовій готовності берегових артилерійських батарей у великих портах. Більшість збройних сил була розміщена на прикордонних або у берегових частинах оборони поблизу морських портів.
Передислокація та військова логістика були ключовими проблемами у цей час, і на армію (особливо на Інженерний корпус) була покладена повна відповідальність за полегшення судноплавства по річках. Пароплав, вперше використаний на річці Огайо в 1811 році, зробив можливим недорогі подорожі за допомогою річкових систем, особливо річок Міссісіпі та Міссурі та їх приток. Армійські експедиції по річці Міссурі в 1818—1825 рр. дозволили інженерам удосконалити технологію. Наприклад, армійський пароплав «Західний інженер» 1819 року поєднував дуже дрібну тягу з одним із перших кормових коліс.

### Семінольські війни
Одним з основним збройних протистоянь у США того часу були роки війни з індіанцями-семінолами у Флориді. Вони відмовилися переміщатися на захід, у виділені для них резервації, і ефективно та вміло використовували місцевість регіону в цілях протистояння експансії уряду США. Загалом сталося три пов'язані військові конфлікти у Флориді між американцями та семінолами, громадянами індіанської нації, яка сформувалася в регіоні на початку XVIII століття. Військові дії почалися приблизно в 1816 році і тривали до 1858 року з двома періодами непростого перемир'я між активними конфліктами. Семінольські війни були найдовшою та найдорожчою, як за людськими, так і за фінансовими витратами для США, серед воєн проти американських індіанців. Перша семінольська війна тривала з 1814 по 1819 рік, Друга семінольська війна з 1835 по 1842 рік і Третя семінольська війна з 1855 по 1858 рік.

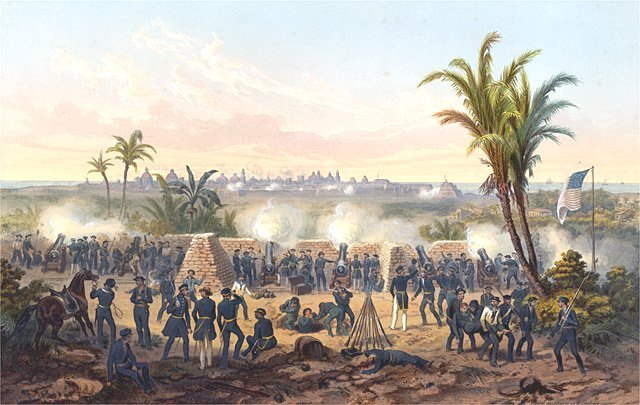
Облога Веракруса. Американо-мексиканська війна. Березень 1847

### Американо-мексиканська війна
У війні проти Мексики США вперше використовували регулярні частини та багато добровольчих підрозділів у воєнних діях проти армії сусідньої держави. Американська стратегія застосування своїх військ складалася з трьох основних цілей: взяти під контроль Південний Захід (Нью-Мексико та Каліфорнія) та вторгнутися в Мексику з півночі під командуванням генерала Закарі Тейлора. І нарешті висадити війська та захопити Мехіко з армією під командуванням генерала Вінфілда Скотта. Всі операції пройшли успішно; американська армія виграла всі великі битви.
Чисельність армії зросла з 6 000 регулярних військових до понад 115 000. З них приблизно 1,5 % загинули в боях і майже 10 % померли від хвороб; ще 12 % були поранені або звільнені через хворобу.

### Громадянська війна в США
На початок Громадянської війни регулярна армія США була невеликою і, як правило, виконувала завдання щодо захисту кордонів країни від індіанських нападів. У міру відокремлення одного за одним південних штатів багато досвідчених офіцерів і сержантів пішли у відставку або звільнилися, щоб приєднатися до армії Конфедеративних штатів, що ще більше обмежило можливості регулярної армії.

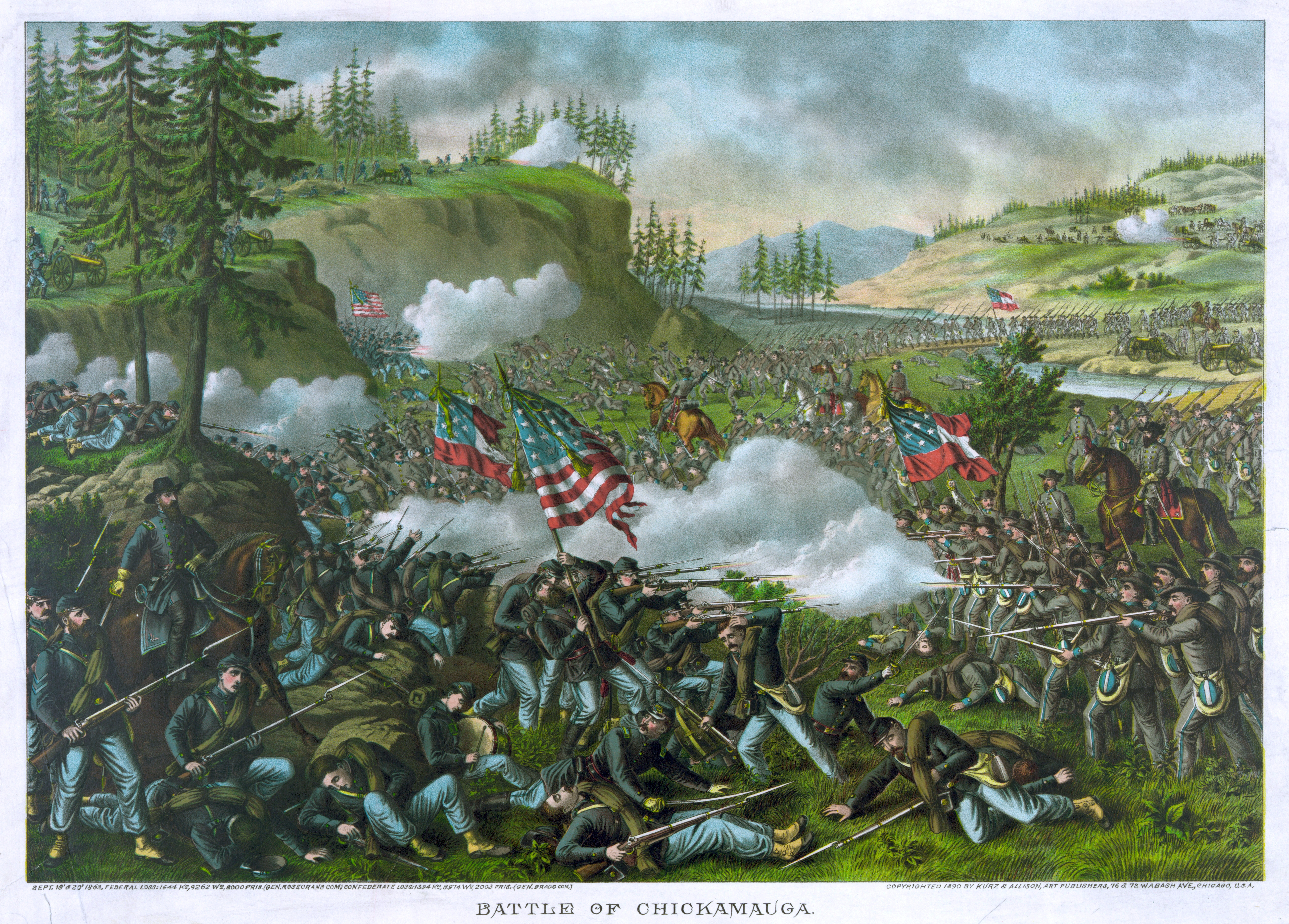
Війська Союзу та Конфедерації в битві при Чикамога. Вересень 1863

Атака ополченців Південної Кароліни на форт Самтер ознаменувала початок війни. Обидві сторони набрали велику кількість людей у нову Добровольчу армію, що набиралася та формувалася штатами. Полки набиралися на місцях, а командири роти обиралися особовим складом. Полковники — часто політики місцевого рівня, які допомагали збирати війська, призначалися особисто губернаторами, а генералів призначав президент Авраам Лінкольн.
Добровольча армія була настільки більшою за регулярну армію, що довелося сформувати абсолютно нові з'єднання та об'єднання вище полку. Через колосальний розмах збройного протистояння, війна незабаром зазнала поділу по театрах дій, відповідно багато армій носили назву з прив'язкою до географічних назв (названими на честь річок, таких як Потомакська армія на Східному театрі), що складалися з бригад, дивізій і штабів корпусів.
Армії, що швидко зростали, були відносно погано навчені, коли в середині 1861 року відбулася перша велика битва війни при Булл-Рані. Федеральна армія під командуванням генерала Ірвіна Макдавелла атакувала армію Конфедерації під командуванням генералів Джонстона і Борегара, але була зупинена, а потім обернена до втечі. Прикра поразка Союзу та подальша нездатність Конфедерації скористатися своєю перемогою призвели до того, що обидві сторони витратили більше часу на організацію та навчання своїх недосвідчених армій. Більшість наступних дій, здійснених у 1861 році, були сутичками між про-союзними та про-конфедеративними нерегулярними силами в прикордонних штатах, таких як Міссурі та Кентуккі.

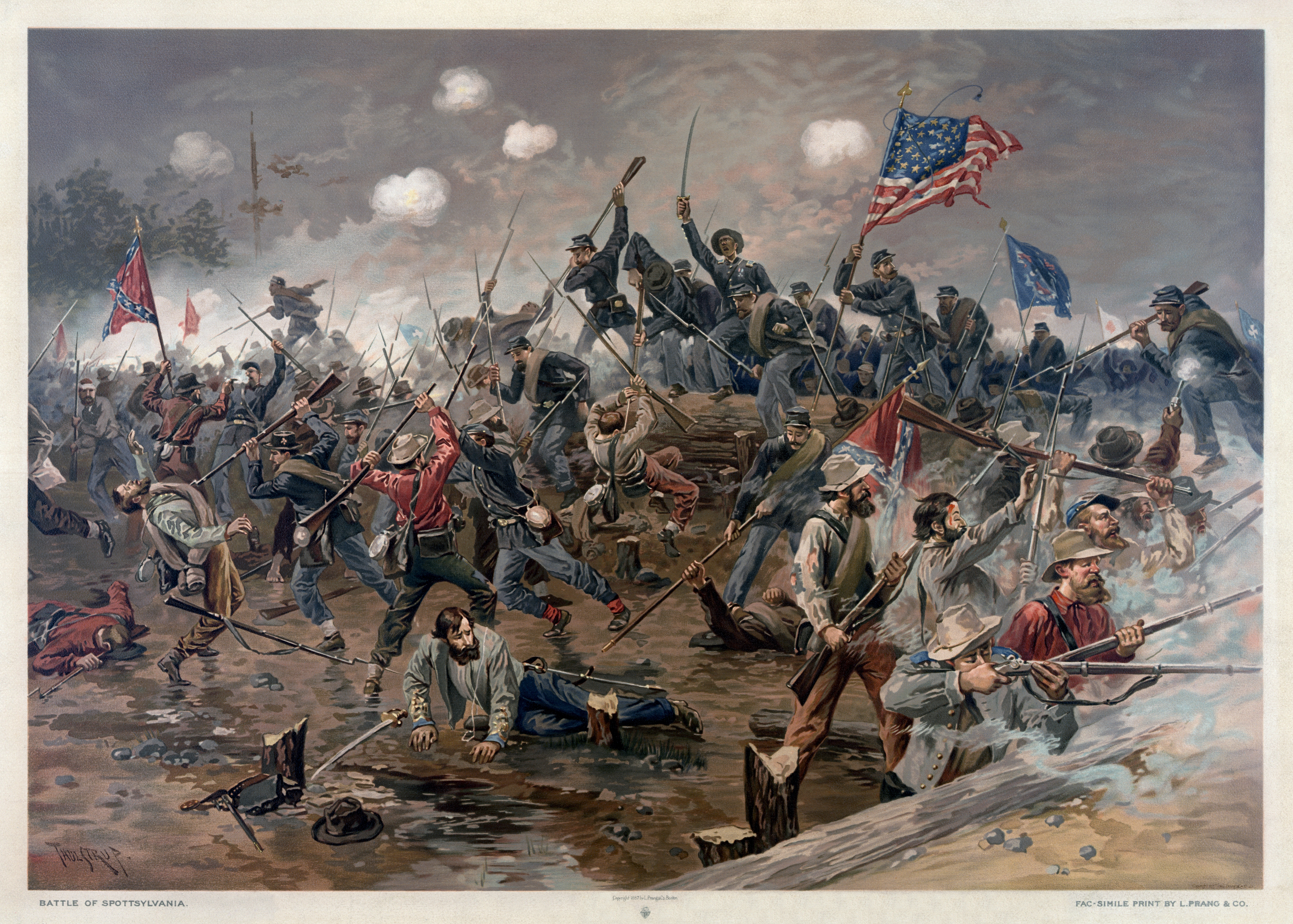
Битва біля Аппоматтокса. Громадянська війна в США. Травень 1864

У 1862 році війна стала набагато кровопролитнішою, хоча жодна зі сторін не змогла здобути стійку стратегічну перевагу над іншою. Однак вирішальні битви під Геттісбургом на сході та Віксбургом на заході дозволили війні змінитися на користь Союзу в 1863 році. Дедалі більше сили Конфедерації переважали численніші й краще оснащені війська Союзу, чия чисельність населення переважала південні штати, і економічні ресурси стали критичними факторами, оскільки війна поступово перетворилася на війну на виснаження. Все ефективніша морська блокада ще більше завдала шкоди військовій економіці Півдня.
До 1864 року довгострокові переваги Союзу в стратегічному розташуванні, особовому складі, промисловості, фінансах, політичній організації та транспорті перемогли Конфедерацію. Влітку 1864 року Грант провів блискучу серію кровопролитних битв з Лі у Вірджинії. Оборонна тактика Лі призвела до більших втрат для армії Гранта, але Лі програв стратегічно в цілому, оскільки не міг поповнити свої втрати і був змушений відступити на оборонні позиції навколо своєї столиці, Річмонда у штаті Вірджинія. Тим часом на Заході Вільям Шерман захопив Атланту в 1864 році. Його похід до моря практично не зустрінув опору Конфедерації при прориві територією Джорджії на ширину сто миль. 1865 року Конфедерація розпалася після того, як генерал Р.Лі здався Гранту після поразки у швидкоплинній битві біля Аппоматтокса, в якій конфедеративна армія Північної Вірджинії, капітулювала Союзній армії.
Всього в армії Союзу служило 2,2 мільйона осіб; 360 000 з них померли від усіх причин — дві третини від хвороб. Улітку 1865 року Добровольча армія була демобілізована.

#### Логістика під час війни
У той час як Конфедерація потерпала від погіршення стану належного постачання, війська Союзу, як правило, мали достатньо продовольства, припасів, боєприпасів та зброї. Система постачання Союзу, навіть коли вона проникла глибше на Південь, зберігала свою ефективність. Головним лідером був генерал-квартирмейстер Монтгомері К. Мегс. Інтенданти Союзу відповідали за більшу частину 3 мільярдів доларів, витрачених на війну. Вони функціонували з шістнадцяти великих складів, які становили основу системи заготівлі та постачання протягом всієї війни. У міру того, як війна розширювалася, робота цих складів стала набагато складнішою, а відносини між армією та державними і приватними фабриками та численними посередниками були переплетені й базувалися на щільних зв'язках та контактах. Закупівля товарів і послуг за контрактами, які контролювали інтенданти, становила більшість федеральних військових витрат, окрім зарплати солдатів. Інтенданти контролювали власних солдатів і тісно співпрацювали з державними чиновниками, фабрикантами та оптовиками, які намагалися продати безпосередньо армії. Складна система ретельно контролювалася конгресменами, які прагнули забезпечити, щоб їхні округи отримали свою частку контрактів.

### Індіанські війни після Громадянської війни
Після Громадянської війни армія США вела серію воєн з корінним населенням, які чинили опір експансії США в глибину континенту. Армія відіграла центральну роль у перемозі в іспано-американській війні 1898 року та менш відомій філіппіно-американській війні 1899—1901 років.
Оскільки завоювання фронтиру на Заході прискорилося після завершення будівництва трансконтинентальної залізниці в 1869 році, зіткнення з індіанцями Великих рівнин і південного заходу досягли заключної фази. Місія військових полягала в тому, щоб очистити землю від вільно кочуючих індіанців і перемістити їх у резервації. Жорсткий опір загартованих у боях, добре озброєних індіанських воїнів призвів до чисельних війн з племенами аборигенів.

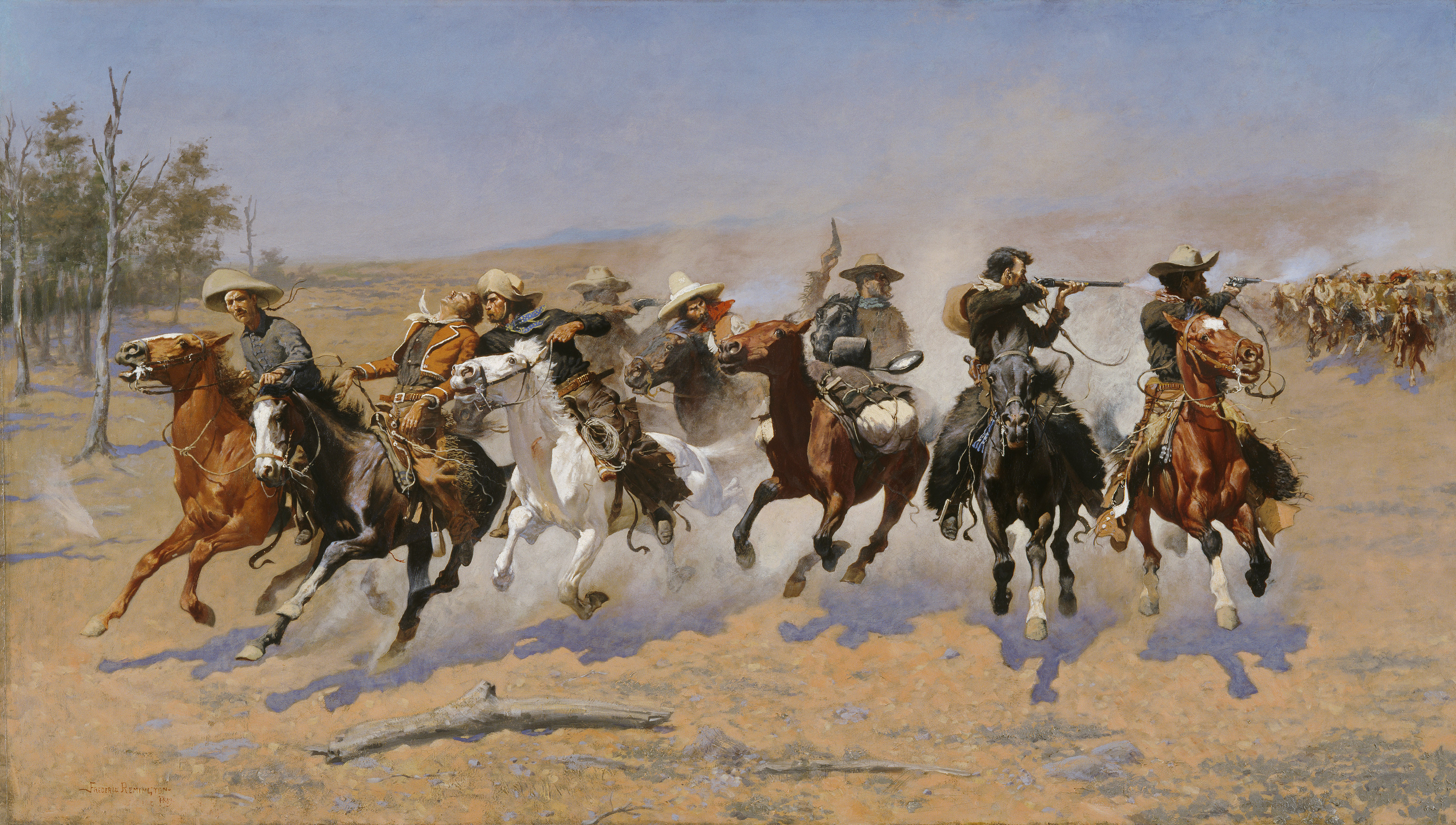
Війна з апачами

Під час війн апачів і навахо полковник Крістофер «Кіт» Карсон змусив апачів Мескалеро переселитися до резервації в 1862 році. Сутички між американцями та апачами тривали до кінця століття. У 1863—1864 роках Карсон використовував тактику «спаленої землі» в кампанії проти навахо, спалюючи поля та будинки індіанців, а також захоплюючи або вбиваючи їхню худобу. Йому допомагали інші індіанські племена, давні вороги навахо, головним чином юти. Пізніше, у 1864 році, він воював з понад тисячею військ кайова, команчів і рівнинних апачів, що сталася під час першої битви при Едоуб Воллс. Карсон відступив, але йому вдалося знищити індіанське село та зимові запаси. У війні Ред-Рівер, що почалася далі, армія США систематично знищувала майно, коней та засоби до існування в Техасі, що призвело до капітуляції останнього військового вождя команчів Куана Паркера в червні 1875 року.
У червні 1877 року під час війни не-персе під керівництвом вождя Джозефа Не-Персе, не бажаючи відмовлятися від своїх традиційних земель і переселятися до резервації, здійснили бойовий перехід на відстань 1200 миль з Орегона біля американсько-канадського кордону в Монтані. Налічуючи лише 200 воїнів, не-персе билися з приблизно 2000 американських регулярних військ та добровольців. Загалом сталося вісімнадцяти боїв, включаючи чотири великі битви та щонайменше чотири запеклі сутички. У тижневій битві при Бер-По індіанські зазнали поразку та капітулювали.
Велика війна сіу 1876—1877 рр. велася лакота під керівництвом Сидячого Бика і Шаленого Коня. Конфлікт розпочався після неодноразових порушень мирного договору у форті Ларамі (1868), коли золото було виявлено на пагорбах. Безумовно, найвідомішою битвою була перемога індіанців у битві при Літтл-Біггорні, в якій об'єднані сили сіу та шеєнів розгромили 7-ий кавалерійський полк на чолі з генералом Джорджем Армстронгом Кастером. До 1890 року Захід був значною мірою заспокоєний, за винятком невеликих рейдів індіанців уздовж мексиканського кордону.
Загалом під час Індіанських воєн останніх десятирічь XIX століття загинуло близько 4340 людей, включаючи солдатів, мирних жителів та корінних американців. У всіх Індіанських війнах разом з 1790 по 1910 рр. регулярні кавалерійські загони брали участь у близько 1000 боях і зазнали втрату понад 2000 убитими та пораненими. Хвороби та нещасні випадки спричинили значно більше втрат армії, ніж бойові дії; щорічно вісім солдат на 1000 помирали від хвороб, а п'ять на 1000 помирали від бойових поранень або нещасних випадків.

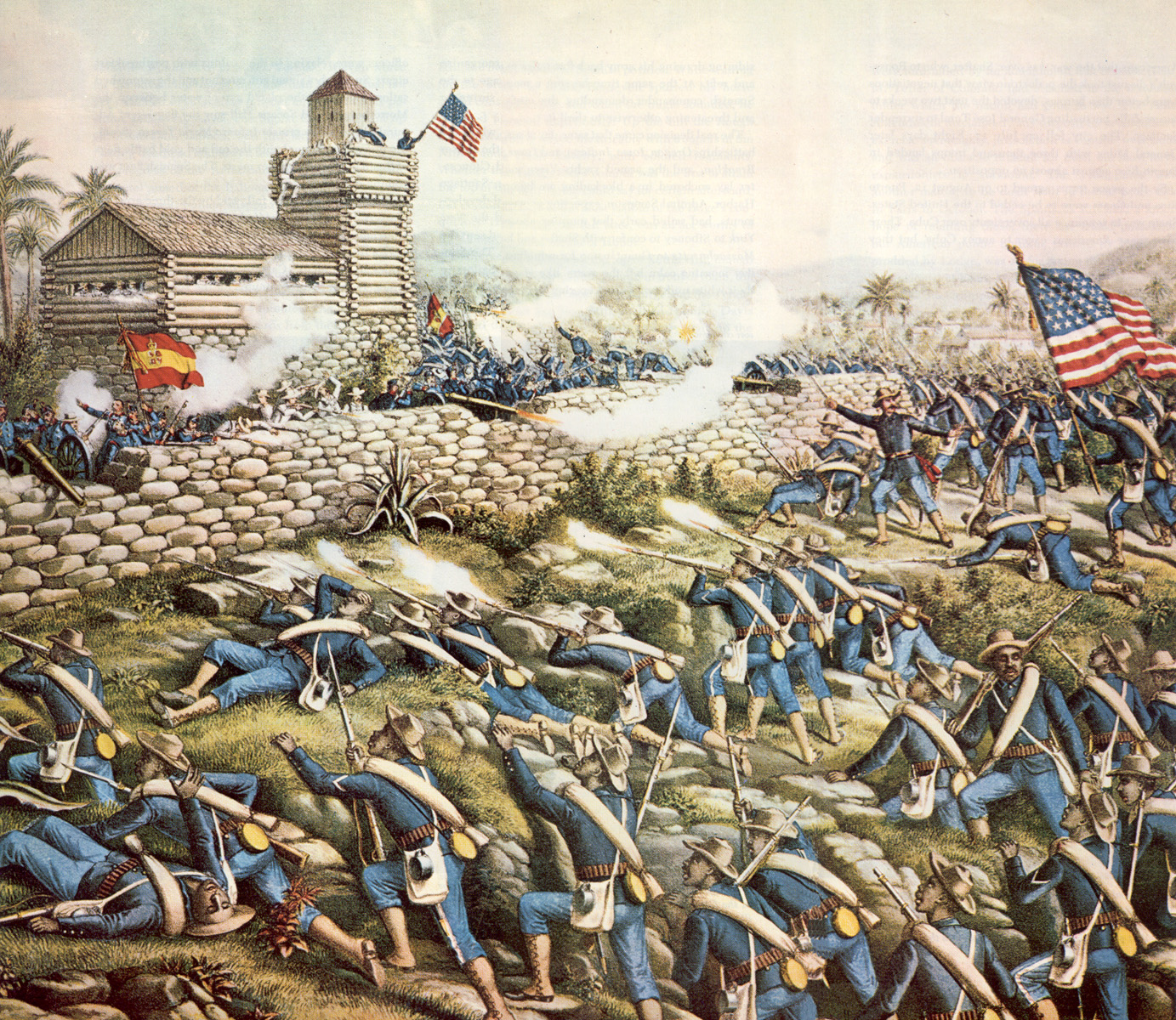
Битва на пагорбі Сан-Хуан. Іспансько-американська війна. 1 липня 1898

### Іспансько-американська і філіппінсько-американська війни
У квітні 1898 року спалахнув військовий конфлікт між Іспанією і Сполученими Штатами Америки за право володіння територіями в Північній Америці і в Тихоокеанському регіоні. Бойові дії почалися в Тихоокеанському басейні 1 травня 1898 р. зіткненням у Манільській затоці. Американський флот під командуванням Джорджа Д'юї розгромив іспанську ескадру і фактично позбавив іспанців флоту в Тихому океані. Американці не тільки захопили стратегічно важливу Манільську затоку, але й допомогли філіппінським повстанцям під проводом Еміліо Агінальдо висадитися на островах та почати війну за незалежність Філіппін. Філіппінські повстанці і американський експедиційний корпус швидко подолали спротив іспанців і проголосили незалежність Філіппін 12 червня 1898 р. Втім, проголошення незалежності Філіппін пізніше не було визнано американцями, що призвело до нової війни, тепер вже між ними та філіппінськими патріотами. Уряд Сполучених Штатів спрямував до бунтівної колонії колосальний армійський контингент — понад 100 000 солдатів — переважно вояків Національної гвардії на чолі з генералом Е. Отісом. У березні 1899 року погано оснащена й ще гірше озброєна армія повстанців зазнала поразки від американської армії та поступилась Манілою. Філіппінські війська розпалися на окремі озброєні групи, що більше нагадували банди, ніж регулярні формування та чинили опір по всій країні.
Збройна боротьба американської армії з повстанцями продовжувалась два роки, доки у березні 1901 року лідер філіппінців Еміліо Агінальдо не був захоплений у полон генералом Ф. Фанстоном та його соратниками макабебе. За час боїв американська армія зазнала серйозних втрат від дій партизан: 1 037 чоловіків було вбито, що 3 340 померло від хвороб та поранень. Філіппінці втратили понад 20 000 людей у боях проти колонізаторів.

## XX століття

### Реформа американської армії
У 1899—1904 роках військовим міністром США за президентів Вільяма Мак-Кінлі та Теодора Рузвельта був Еліу Рут. За час свого перебування на посаді він провів одну з найбільших реформ в американській армії та в організації військового відомства. Він розширив Вест-Пойнт і заснував Воєнний коледж армії США, а також Генеральний штаб. Рут змінив порядок просування по службі та організував школи для окремих родів військ сухопутних військ. Ним також був розроблений принцип ротації офіцерів на командних, штабних та викладацьких посадах. У 1903—1904 роках першим начальником штабу став генерал Семюел Болдуін Маркс Янг. 1908 році штаб-квартира переїхала до Форт-Маєра.
За словами Луї Кантора, Рут започаткував подвійну роль для Національної гвардії армії: по-перше, це народне ополчення для кожного штату країни, та по-другє — навчений резерв для Регулярної армії. Конгрес погодився з цією системою, що була запроваджена Законом Діка.
До 1903 року вищим військовим офіцером в армії був головнокомандувач армією Сполучених Штатів, який підпорядковувався військовому міністру. З 1864 по 1865 рік генерал-майор Генрі Галлек (який раніше був командувачем) служив «начальником штабу армії» під керівництвом генерал-лейтенанта Улісса С. Гранта, таким чином працюючи в іншій посаді, а не як старший офіцер в армії.
1 серпня 1907 року в армії було засноване Повітроплавальне відділення Корпусу зв'язку. 1910 року Корпус зв'язку придбав і здійснив політ на першому армійському літаку, біплані Wright Model A.
У березні 1911 року для проведення наступальних операцій проти Мексики під час мексиканської революції в Сан-Антоніо, штат Техас була сформована так звана Маневрова дивізія. Це була перша спроба армійського керівництва організувати з'єднання такого типу. Генерал-майор Леонард Вуд, тодішній начальник штабу армії, ініціював заснування дивізії насамперед для того, щоб продемонструвати Конгресу, що США не були належним чином підготовлені до сучасної війни. 7 серпня 1911 року дивізія була розформована.
15 лютого 1913 року, оцінивши труднощі з мобілізацією, що виникли в ході експерименту з Маневровою дивізією, військове міністерство запровадило нову постійну структуру «Регулярної армії, організованої в дивізії та кавалерійські бригади, готову до негайного використання в ролі експедиційних сил або для інших цілей…» і «національна армія громадян-солдатів, організованих у мирний час у повноцінні дивізії та підготовлені для посилення Регулярної армії у разі війни». Реорганізація була проведена військовим міністром Генрі Л. Стімсоном і знана як «план Стімсона». Континентальна частина США була розділена на чотири географічні військові департаменти (Східний, Центральний, Західний і Південний) з формуванням на їхній території повноцінної розгорнутої дивізії Регулярної армії, і 12 географічних військових районів, у кожному з яких розгорталася піхотна дивізія національної гвардії. 32 з 48 губернаторів штатів дозволили включення своєї національної гвардії до розгортання. Також були сформовані три артилерійські командування: артилерійський округ Північного Атлантичного узбережжя, Артилерійський округ Південного Атлантичного узбережжя та Артилерійський округ Тихоокеанського узбережжя.

### Мексиканська експедиція
9 березня 1916 року війська керівника мексиканських повстанців Панчо Вілья здійснили рейд на Коламбус, у штаті Нью-Мексико та Кемп Фурлонг, де був розташований пост армії США. Наслідком такої агресії стало проведення американськими експедиційними силами операції проти нерегулярних військ повстанців і носило характер пошуково-каральної операції, спрямованої проти свавілля повстанців на прикордонних американських землях. Бойові дії, що мали характер рейдових дій, завершилися успішним знищенням нерегулярного угруповання мексиканських повстанців, але головної мети каральної операції — узяття Панчо Вільї в полон досягти не вдалося.
Активні військові дії на мексиканській території тривали близько місяця, доки голова мексиканської революційної конституційної фракції й одночасно голова мексиканського уряду Венустіано Карранса не відрядив військові сили для протидії американському вторгненню. 12 квітня 1916 року поблизу міста Парраль сталася сутичка між американськими та мексиканськими військами. Згодом збройне протистояння між двома сусідніми країнами було врегульоване дипломатичним шляхом, й експедиція бригадного генерала Джона Першинга залишалася на території Мексики ще до лютого 1917 року, щоб надати підтримку уряду Карранси в ліквідації загонів Вільї та запобігти подальшим набігам через кордон.
Вперше в американській військовій історії угруповання з повітря підтримувала 1-ша ескадрилья, озброєна 8 аеропланами JN-3, які забезпечували командувачу експедиційних військ генералу Першингу повітряну розвідку над районом проведення операції.

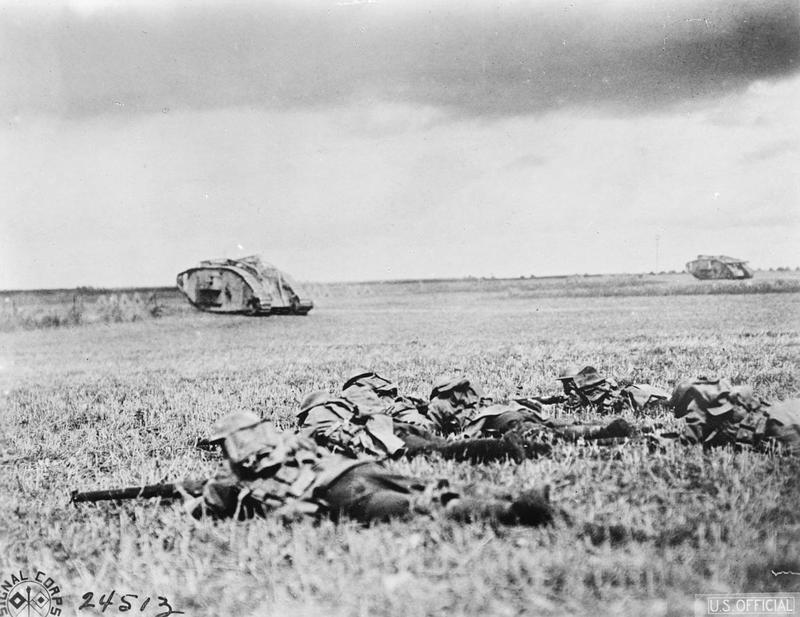
Американська піхота 27-ї дивізії веде наступ у взаємодії з танками поблизу французького містечка Бокен. 13 вересня 1918

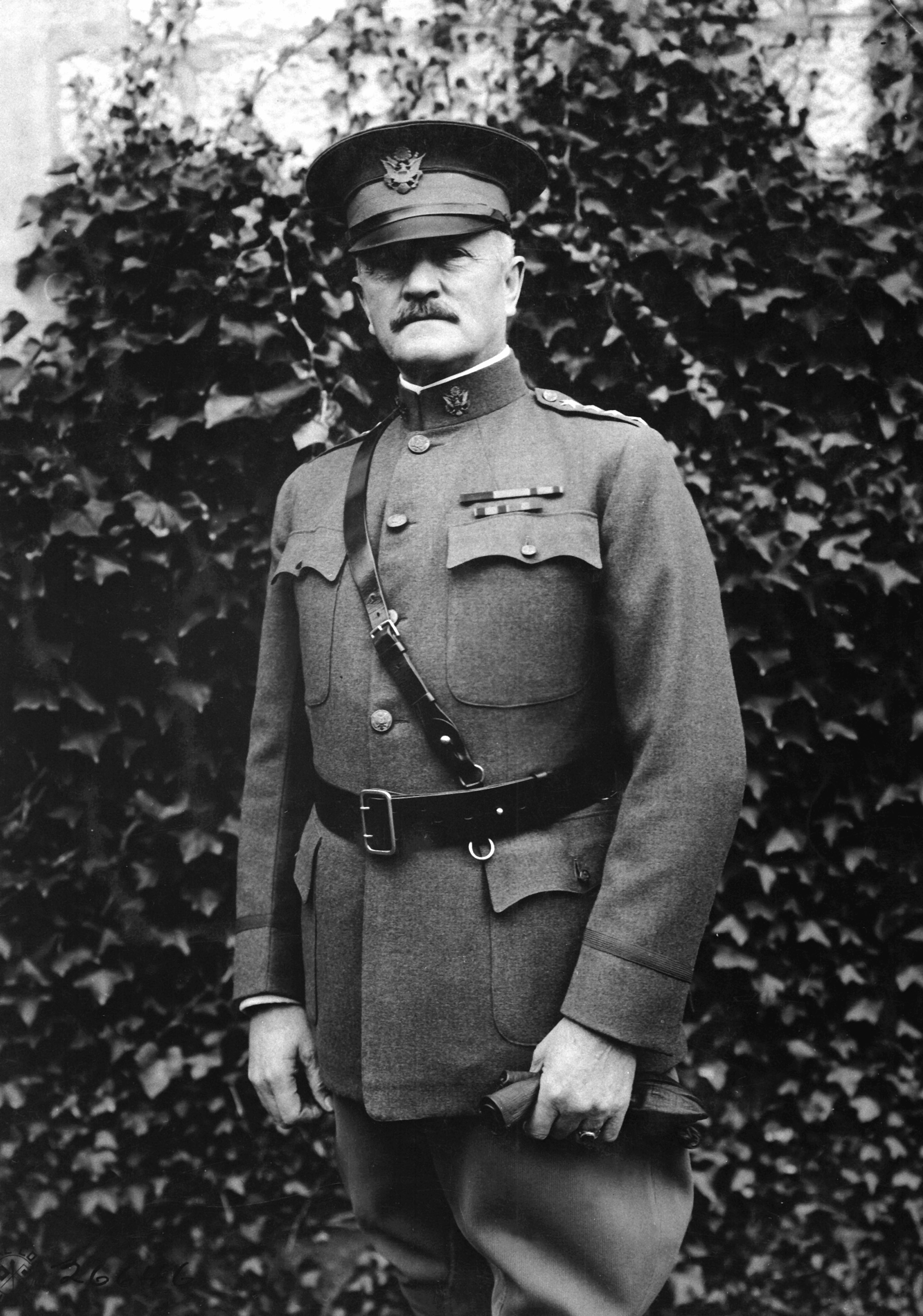
Головнокомандувач Американських експедиційних сил генерал Джон Першинг у ставці військ Антанти в Шомоні. Перша світова війна. 19 жовтня 1918

### Перша світова війна
Національна армія, суміш призовних та добровольчих сил, була сформована військовим міністерством США в 1917 році для участі в Першій світовій війні. Національна армія була сформована на фондах старого ядра Регулярної армії США, доповнена підрозділами Національної гвардії штатів і великої кількості чоловіків призовного віку.
Закон про вибіркову службу встановив оновлену структуру армії, яка формувалася за трьома сегментами або компонентами:
- Регулярна армія, яка має бути негайно збільшена до необхідної військової чисельності у 286 000 осіб, дозволеної в Законі про національну оборону 1916 року;
- Національна гвардія, яка також має бути негайно розширена до санкціонованої чисельності приблизно 450 000 осіб; і
- Національна армія (Закон про національну оборону називав її «добровольчою армією»), яка буде створена у два етапи по 500 000 осіб у кожний період, який визначить президент.

Значна частина відмінностей між цими трьома сегментами зрештою була втрачена, оскільки рекрути та призовники були поглинені всіма підрозділами, так що в середині 1918 року військове відомство змінило визначення всіх сухопутних військ на єдиний термін «армія Сполучених Штатів». Первісний сегмент, до якого належали полки, бригади та дивізії, все ж таки залишився очевидним з числових позначень. Для Регулярної армії, наприклад, дивізії мали нумерацію до 25 включно, тоді як номери від 26 до 49 були зарезервовані для Національної гвардії, а від 50 і далі — для дивізій Національної армії.

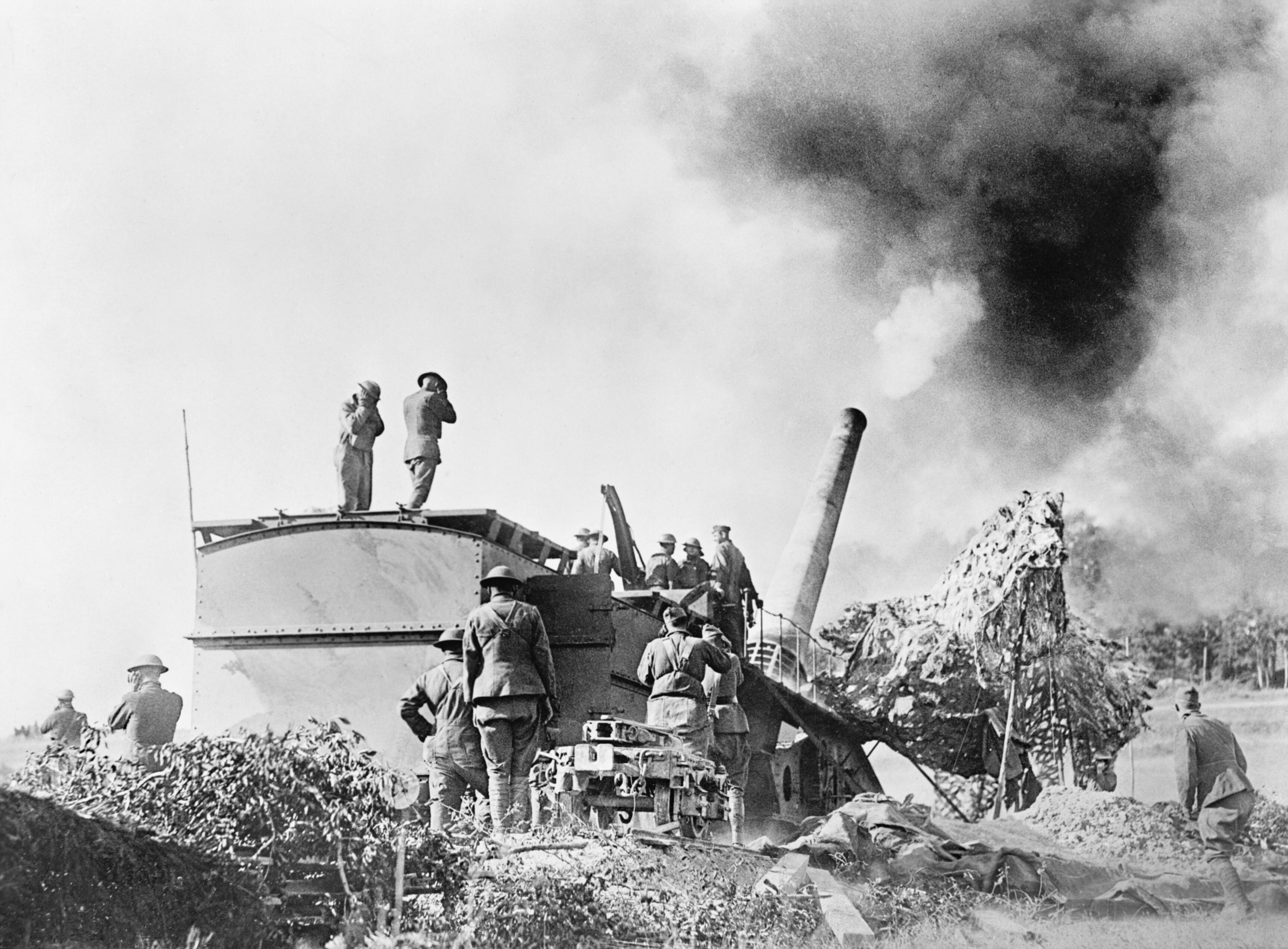
Американська артилерія веде вогонь по позиціях противника з

Максимально чисельність Національної армії сягала понад шість мільйонів чоловіків, з яких 2 мільйони воювали на Західному фронті. Просування по службі в Національній армії було швидким, і більшість офіцерів американської армії отримали подвійне та потрійне підвищення протягом усього двох років. Наприклад, Дуайт Ейзенхауер вступив до Національної армії капітаном і через рік був підполковником. Дуглас Макартур також швидко просувався в Національній армії, піднявшись від майора до бригадного генерала за два роки.
Американська армія вступила в Першу світову війну з дуже роздутими штатами своїх дивізій, котрі часто налічували понад 30 000 осіб (4-та дивізія, наприклад, мала штат з 32 000 солдатів і офіцерів) і складалася з двох піхотних бригад по два полки в кожній, із загальною кількістю шістнадцяти піхотних батальйонів на дивізію. Кожна дивізія мала також три артилерійські та інженерний полки.
Сполучені Штати вступили у Першу світову війну у квітні 1917 року. Через необхідний період підготовки перед переміщенням підрозділів за океан, перші частини Американських експедиційних сил прибули в червні 1917 року. 21 жовтня 1917 року підрозділи 1-ї піхотної дивізії вперше взяли участь у бою проти німецької армії поблизу Нансі в Лоррейні, але американські війська брали участь лише в невеликих масштабах.
Через брак власного озброєння, техніки та майна, Американські експедиційні сили використовували французьке та британське. Серед американських військових особливо цінувалися французькі гармати 75mm Mle 1897, 155mm C modèle 1917 «Шнайдер», 155mm GPF. Американські військові льотчики отримали винищувачі SPAD S.XIII і Nieuport 28, а танковий корпус американської армії використовував французькі легкі танки Renault FT.
Після перемир'я 11 листопада 1918 року армія знову скоротила свою чисельність.

### Міжвоєнний час

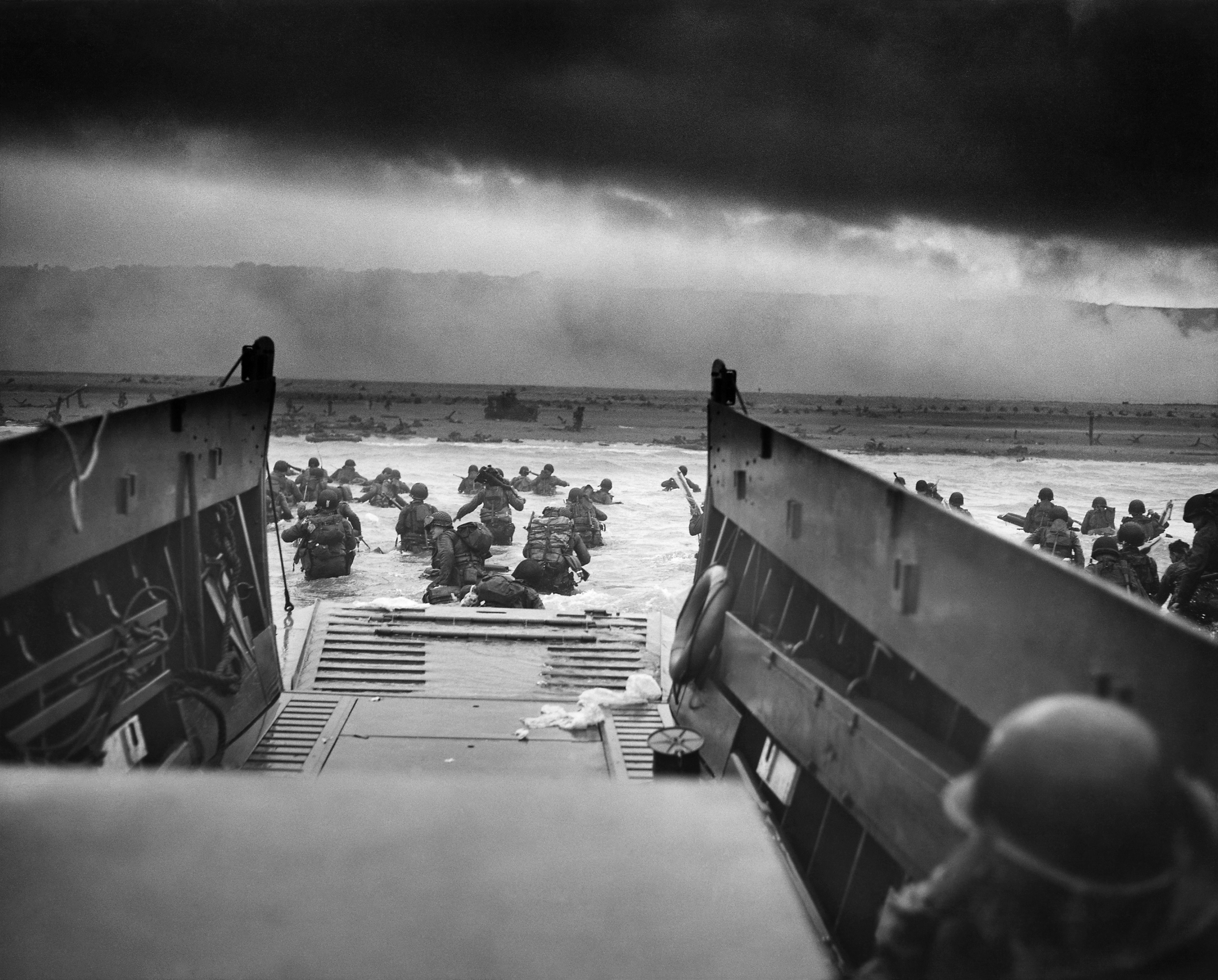
Висадка морського десанту 1-ї піхотної дивізії на плацдарм «Омаха». Ранок 6 червня 1944

У 1920 році Національна армія США була розформована, і весь особовий склад, який не підлягав демобілізації, передали до Регулярної армії зі зміненим військовим званням. Наприклад, Джордж С. Паттон, який був полковником Національної армії, перевівся до Регулярної армії як капітан. Лише деякі, наприклад Дуглас Макартур, зберегли своє військове звання в Регулярній армії. Однак для тих, хто зберігав свої військові звання, реальність полягала в тому, що вони зазвичай залишалися на цьому званні роками. Це часто призводило до того, що в міжвоєнні роки, не маючи перспектив у просуванні по службі, талановиті офіцери залишили службу.
Після перемоги у Першій світовій війні американська армія вступила у тривалий період стагнації та виродження. Закон про національну оборону 1920 року санкціонував чисельність Регулярної армії у 296 000 осіб, але Конгрес поступово відмовився від цієї кількості. Як і у випадку з Регулярною армією, Національна гвардія ніколи не набирала своїх 486 000 людей, визначених законодавством, а організовані резерви перетворилися лише на групи офіцерів запасу. Корінь проблеми армії — гроші. Конгрес щорічно виділяв лише близько половини від фінансової потреби, яку запрошував Генеральний штаб. Позбавившись значної кількості особового складу, обмежені у коштах, піхотні та кавалерійські дивізії поступово скоротилися до кадрованих формувань.
Між 1923 і 1939 роками дивізійна структура армії поступово втрачала свою спроможність як бойова одиниця. Після того, як дивізії Регулярної армії повернулися з Європи до пунктів постійної дислокації на території континентальних США, Військове міністерство змінило принципи підпорядкованості між з'єднаннями та командуваннями корпусних районів; наразі командири дивізій і бригад відповідали лише за підготовку підпорядкованих підрозділів. Разом з цим, командири мали право здійснити тільки дві інспекційні перевірки своїх підпорядкованих частин і підрозділів на рік — і то, це лише за умови, якщо командири корпусних районів виділяли їм кошти на проведення заходу. Пізніше Військове міністерство скоротило кількість перевірок до однієї на рік, обмеження, яке фактично зруйнувало можливість перевірити стан підготовки підрозділів у єдиній злагодженої системі підготовки формування.

### Друга світова війна
У Другій світовій війні армія США була сформована як правонаступниця Національної армії і діяла за тими ж принципами, що й її попередниця, об'єднуючи у своїх лавах Регулярну армію, Національну гвардію, Резерв армії, а також призовників строкової служби в єдину бойову одиницю.
Американська армія билася на театрах воєнних дій, маючи у своєму складі більш маневрові дивізії, що складалися з трьох піхотних полків по три піхотних батальйони в кожному. Більшість їхнього часу проходила в процесі підготовки та на навчаннях на території Сполучених Штатів, і велика кількість формувань армії відбула на війну, починаючи з 1944 року.
США вступили у Другу світову війну після нападу Японії на Перл-Гарбор у грудні 1941 р. На Європейському театрі війни війська армії США складали значну частину сил, які змагалися за Північну Африку та Сицилію, а потім воювали в Італії. У День Д, 6 червня 1944 року, і надалі визволенні Європи та розгромі нацистської Німеччини мільйонні війська армії США відіграли центральну роль. На Тихому океані солдати армії разом із Корпусом морської піхоти США брали участь у кампанії за острови Тихого океану, вибиваючи їх з-під контролю Японії. Після капітуляції в травні нацистської Німеччини та Японії в серпні 1945 року війська армії були розгорнуті на території цих переможених держав як окупаційні сили.
Повітряні сили армії США, які виникли на основі Повітряного корпусу Армії США, були практично незалежними під час війни. 1947 року цей окремий рід сухопутних військ був відокремлений від армії і став окремим видом ЗС, Повітряними силами США.
Незабаром після війни, у 1948 році, Закон про інтеграцію жінок до збройних сил надав жінкам постійний правовий статус для проходження військової служби у регулярних і резервних силах армії.

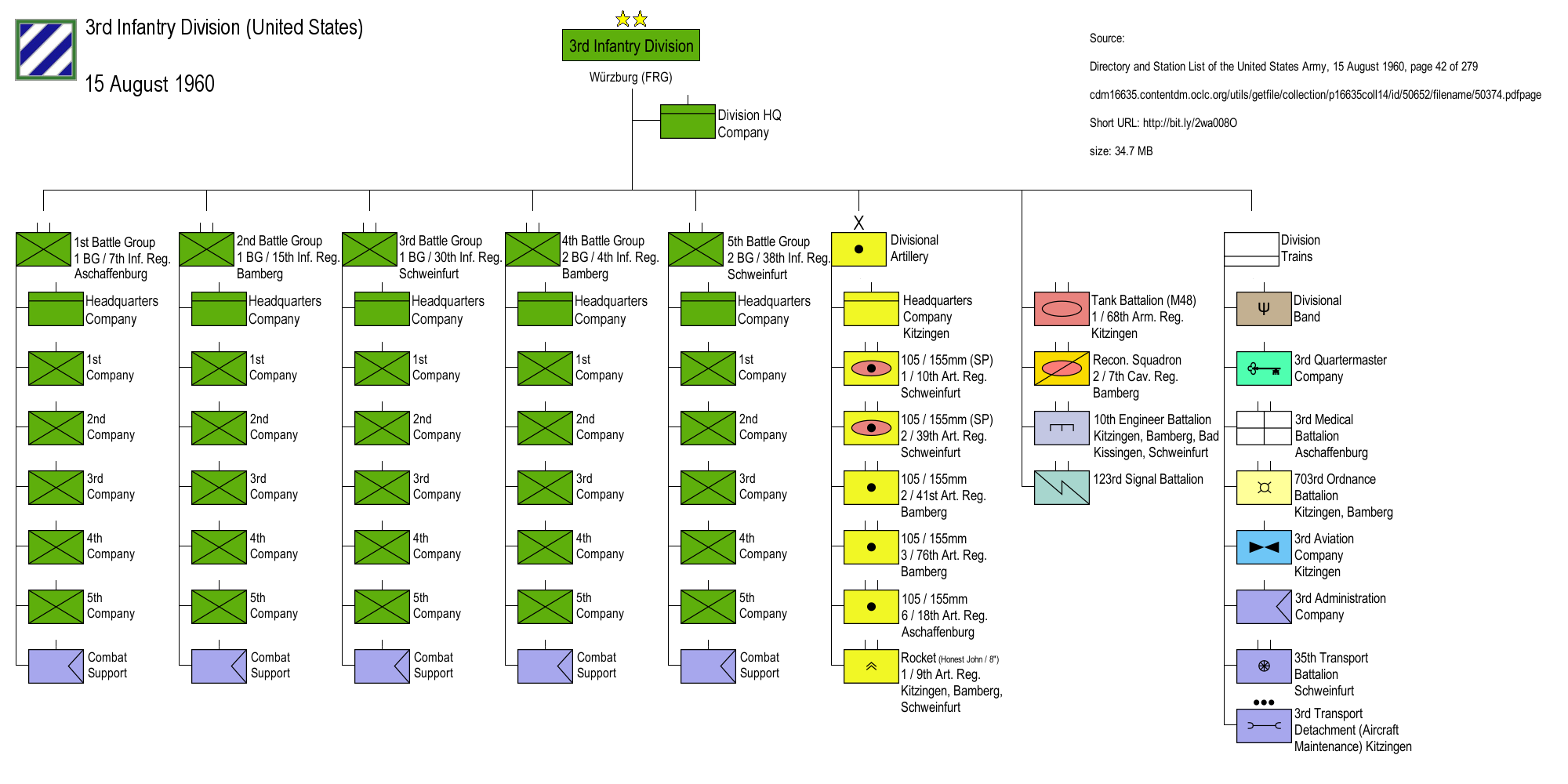
Організаційно-штатна структура 3-ї піхотної дивізії армії США за принципом «Пентомік»

### Холодна війна

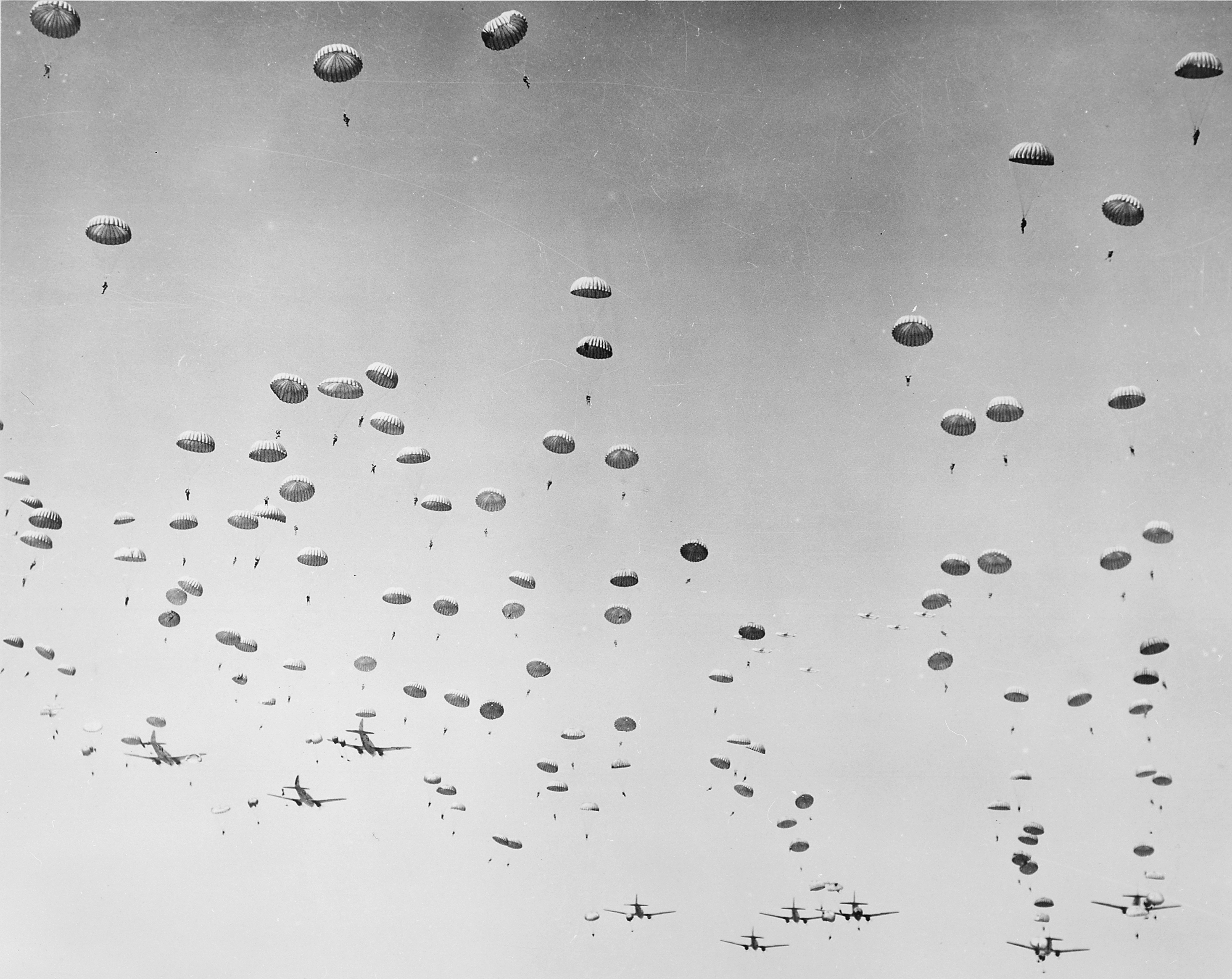
Десантування 187-х полкової бойової групи з літаків C-46 «Коммандо». Корейська війна. Січень 1951

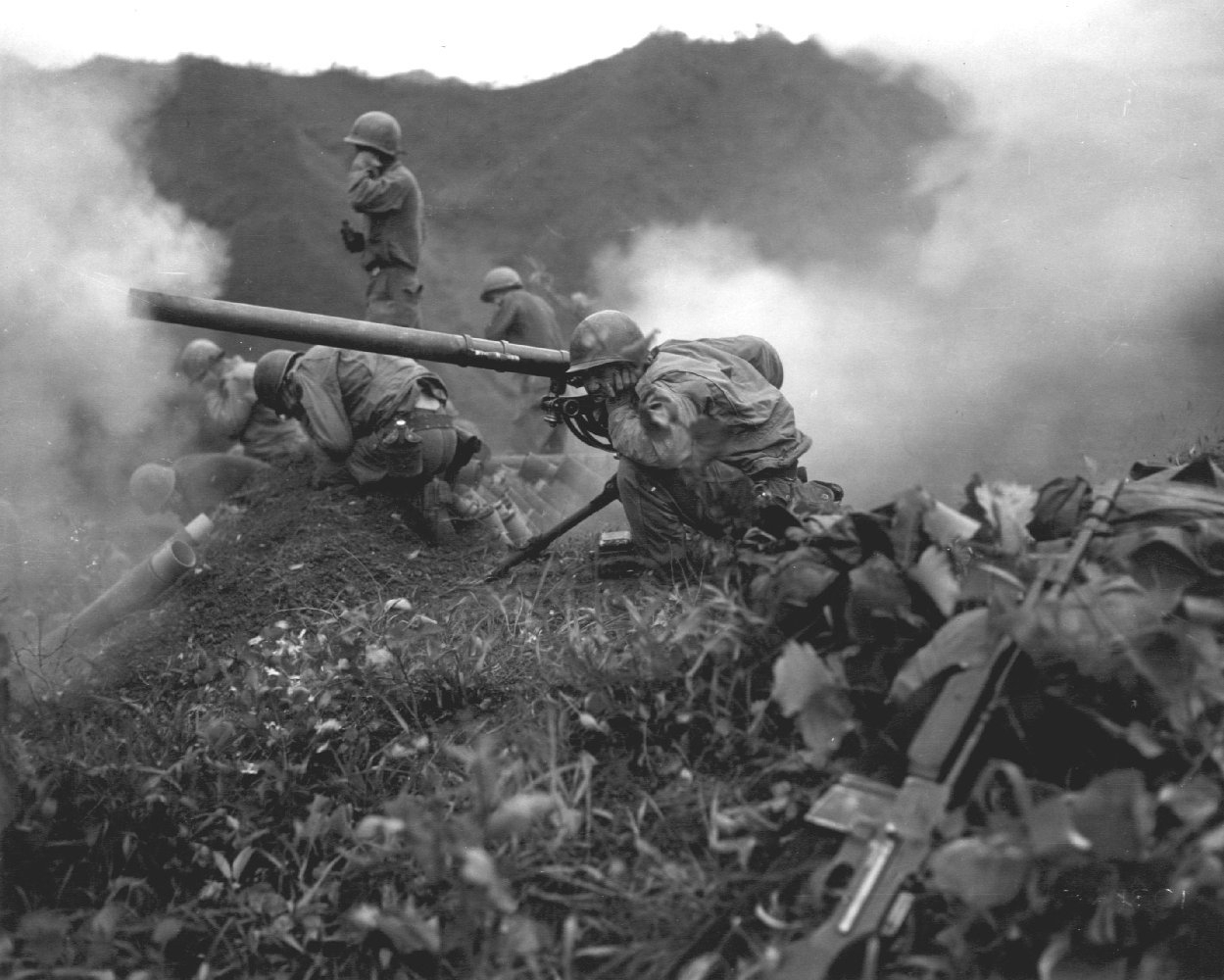
Стрільба з 75-мм безвідкотної гармати M20. Корейська війна

Закінчення Другої світової війни не призвело до встановлення бажаного миру на планеті, а лише створило підґрунтя для протистояння Сходу та Заходу, що незабаром стало відомо як Холодна війна. З початком Корейської війни зросло занепокоєння щодо оборони Західної Європи. Два американські корпуси, V і VII, були відновлені під керівництвом 7-ї армії у 1950 році, і американська чисельність у Європі зросла з однієї дивізії до чотирьох. Сотні тисяч американських військових залишалися в Західній Німеччині, інші — у Бельгії, Нідерландах та Сполученому Королівстві до 1990-х років в очікуванні можливого нападу СРСР.

#### Корейська війна
Під час Холодної війни американські війська та їхні союзники воювали з комуністичними силами в Кореї та В'єтнамі. Корейська війна почалася в 1950 році й сотні тисяч американських військових під егідою Організації Об'єднаних Націй боролися, щоб запобігти захопленню Південної Кореї Північною Кореєю, а згодом і вторглися в північну країну. Після неодноразового просування та відступу обох сторін, а також вступу у війну Народної добровольчої армії комуністичного Китаю воєнні дії були завершені Корейською угодою про перемир'я і повернення півострову до статус-кво в 1953 році.
Протягом 1950-х років у результаті реорганізації американської армії за принципом «Пентомік» основний тактичний підрозділ було переміщено з полку в бойову групу з п'яти рот. Бронетанкові дивізії не змінилися протягом «пентомічної» ери. Замість бригад танкова дивізія мала три бойові команди: CCA, CCB та CCC.
16 грудня 1960 року начальник штабу армії наказав провести реорганізацію дивізійних структур. У період з січня до квітня 1961 року були проведені дослідження, які були повністю реалізовані до 1965 р. У результаті програми реорганізації армійських дивізій (англ. Reorganization of Army Divisions або ROAD) усі типи дивізій (механізовані, повітрянодесантні, бронетанкові, піхотні та кавалерійські) були переведені на ідентичну структуру з трьох бригад по три (іноді чотири) батальйони. ROAD дивізія нараховувала у своєму складі від дев'яти до дванадцяти механізованих, танкових або піхотних батальйонів, виходячи з бойового призначення дивізії для задоволення очікуваних потреб з'єднання на основі її місії, ймовірного противника, місцевості/регіональних умов та інших доступних сил або військ (METT). Кожній бригаді могли надходити на посилення призначені або додані групи батальйонів і рот на основі оцінки командирів дивізій на основі METT.

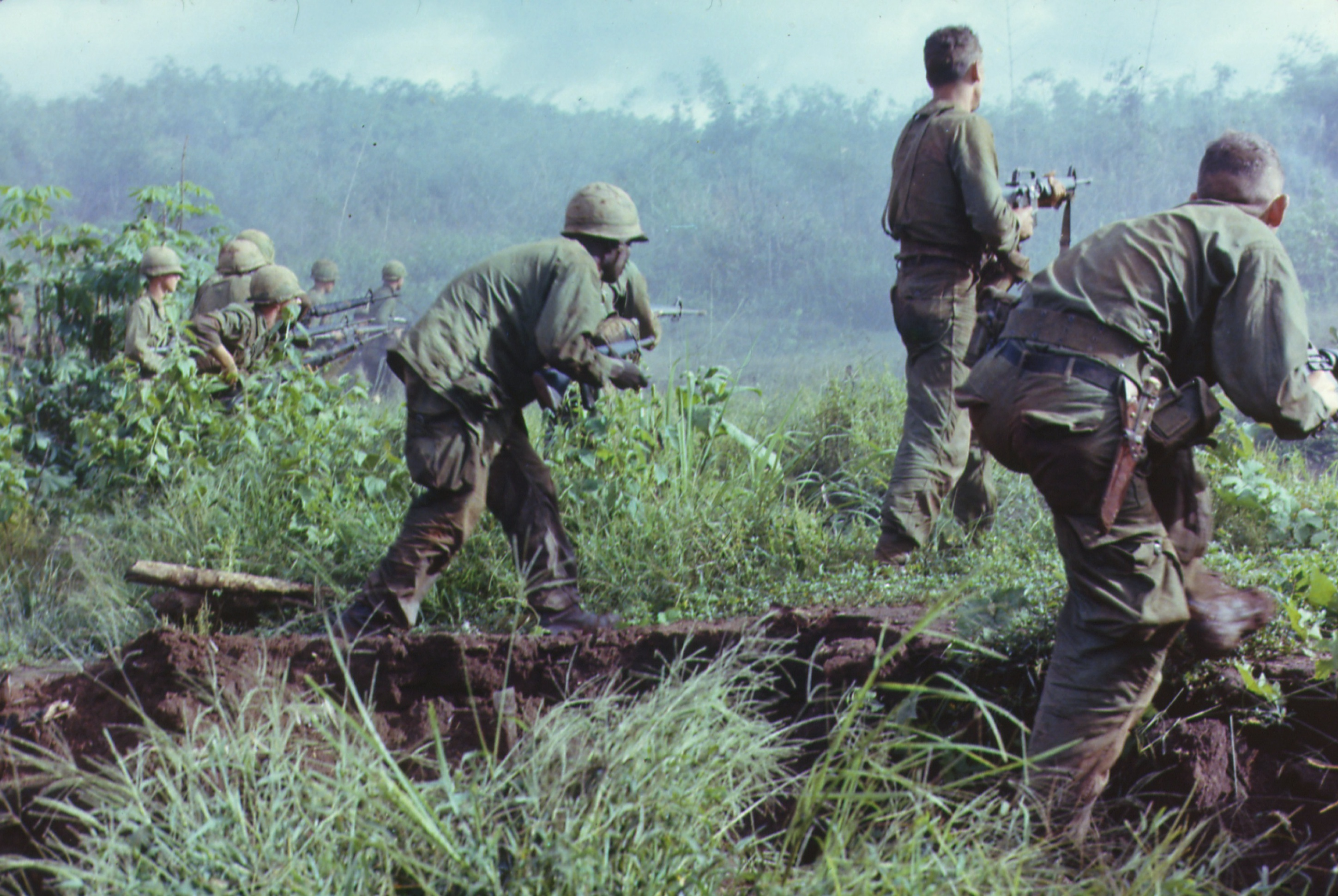
Атака американського піхотного підрозділу на в'єтконгівців в ході операції «Готорн». Війна у В'єтнамі. 7 червня 1966

У міру того, як розвивалася ситуація при проведенні операції, командир дивізії міг віддати наказ або розпорядження на перегрупування підлеглих підрозділів відповідно до перебігу подій на полі бою. 1-ша повітряна кавалерійська дивізія у В'єтнамі мала дев'ять батальйонів, розподілених за потребою між трьома штабами бригади, але часто щодня переміщала еквівалент одного батальйону повітряним транспортом з одного флангу зони оперативної відповідальності на інший. Командир піхотного батальйону 1-ї піхотної дивізії у В'єтнамі міг очікувати, що кількість рот під його командуванням змінюватиметься принаймні раз на день, причому отримати на посилення роти з різних дивізій не було рідкістю. У «важких» дивізіях в Європі танкова чи піхотна рота могла переміщатися до інших батальйонів частіше ніж раз на тиждень, а в разі потреби — до іншої бригади.

#### Війна у В'єтнамі
Війна у В'єтнамі часто розглядається військовими експертами як найнижча та найбільш контроверсійна фаза в історії армії через широке використання особового складу призовників під час мобілізації, непопулярність війни серед американської громадськості та неприємні обмеження, що були накладені на армійське керівництво політичними лідерами США (тобто заборона наземного вторгнення в контрольований комуністами Північний В'єтнам). Хоча американські війська були розміщені в Республіці В'єтнам з 1959 року, виконуючи функції розвідки, навчання і тренування, вони не були розгорнуті у великій кількості до 1965 року, після інциденту в Тонкінській затоці. Американські війська ефективно встановили та утримували контроль над «традиційним» полем бою, проте вони намагалися протистояти тактиці комуністичного В'єтконгу та Північно-в'єтнамської армії й зазнали в цьому нищівної поразки. Наприклад, під час Тетського наступу у 1968 році армія США за підтримки своїх південнов'єтнамських союзників відбила широкомасштабний наступ комуністичних сил В'єтконгу і, розгромивши фактично здобула тактичну перемогу на полі бою, але зазнала стратегічну поразку, щобільше цей наступ підірвав політичну волю американської громадськості. Після цього більшість широкомасштабних боїв велися з регулярною армією Північного В'єтнаму. 1973 року внутрішньополітична опозиція війні нарешті змусила США вийти. 1975 року В'єтнам був об'єднаний під комуністичним урядом.
Протягом 1960-х років Міністерство оборони продовжувало уважно вивчати ефективність резервних сил армії та ставити під сумнів кількість дивізій і бригад, а також надлишковість утримання двох компонентів резерву, Національної гвардії та Армійського резерву. 1967 року міністр оборони Макнамара вирішив, що 15 бойових дивізій у Національній гвардії армії не потрібні, і скоротив їхню кількість до 8 дивізій (1 механізована, 2 бронетанкова та 5 піхотних), але збільшив кількість бригад із 7 до 18 (1 повітрянодесантна, 1 бронетанкова, 2 механізовані і 14 піхотних). Скорочення дивізійних структур не вплинуло на загальну штатну чисельність армії.

#### Після В'єтнаму
Після війни у В'єтнамі начальником штабу армії генералом Крейтоном Абрамсом була прийнята доктрина «Політики тотальної сили», яка передбачала реорганізацію трьох компонентів армії — регулярної армії, Національної гвардії армії та армійського резерву й перетворення її на єдину, цілісну силу.
1 липня 1973 року було створено Командування підготовки та доктрини як головне командування армії США. Нове командування разом з Командуванням сил армії США (FORSCOM) було створено шляхом переформування Командування Континентальної армії (CONARC), розташованого у Форт-Монро, штат Вірджинія. Ця дія була головною інновацією в реорганізації армії після В'єтнаму, що ґрунтувалася на усвідомленні того, що зобов'язання і діапазон контролю CONARC були занадто широкими для ефективного фокусування. Нова організація функціонально перебудовувала основні командування армії на території континентальної частини США. CONARC і штаб, а також Командування бойових розробок армії США (CDC), які були розташовані у Форт Белвуарі, штат Вірджинія, були розформовані, а TRADOC і FORSCOM у Форт Белвуарі перебрали на себе керівництво їхніми місіями. TRADOC відповідало за розроблення доктрини і формування індивідуальної бойової підготовки бійців, що було відповідальністю CONARC. Нове командування також взяло від CONARC під свій контроль управління основними армійськими об'єктами на території США, де розміщені навчальні центри та школи армії. FORSCOM взяв на себе оперативну відповідальність CONARC за командування та готовність усіх дивізій і корпусів у континентальній частині США та за об'єкти, де вони базувалися.
1980-ті роки стали переважно десятиліттям глибокої реорганізації американських збройних сил. Армія перетворилася на повністю професійну силу, без призовного контингенту, з більшим акцентом на підготовку та технології. Закон Голдвотера-Ніколса 1986 року створив Об'єднані бойові командування, об'єднавши армію разом із трьома іншими видами військ у єдині географічно організовані командні структури. Армія також відіграла значну роль у вторгненнях на Гренаду в 1983 році і Панаму в 1989 році.
До 1989 року загальна ситуація у світі в корні змінилася, Холодна війна добігала кінця. Керівництво армії відреагувало тим, що почало планувати скорочення чисельності. До листопада 1989 року доповідачі Пентагону викладали плани «операції Квіксілвер» щодо скорочення чисельності армії на 23 %, з 750 000 до 580 000 осіб. Для досягнення цього скорочення було використано ряд стимулів, зокрема достроковий вихід армійських військових на пенсію.
У 1990 році Ірак вторгся до свого меншого сусіда, Кувейту, і сухопутні війська США на чолі з 82-ю повітрянодесантною дивізією швидко розгорнули, щоб забезпечити захист Саудівської Аравії. У січні 1991 року почалася операція «Буря в пустелі», і коаліція на чолі зі США розгорнула угруповання, що нараховувало понад 500 000 військових, більшість з яких становили формування армії США, щоб витіснити іракські сили. Кампанія завершилася перемогою сил коаліції, які швидко, всього за сто годин, розгромивши іракську армію.

### Загальна структура армії наприкінці Холодної війни
Регулярна армія на 1989
- Командування сил армії США (FORSCOM), Форт Брегг (Північна Кароліна)
  - I корпус, Форт Льюїс (Вашингтон)
    - 7-ма (легка) піхотна дивізія, Форт Орд (Каліфорнія)
    - 9-та (моторизована) піхотна дивізія, Форт Льюїс (Вашингтон)

  - III корпус, Форт Кавазос (Техас) — Північна група армій НАТО (REFORGER)
    - 1-ша кавалерійська дивізія, Форт Кавазос (Техас) — у REFORGER сили POMCUS з дислокацією: Гроббендонк і Зутендал (Бельгія), Брунссум і Айгельсховен (Нідерланди)
    - 2-га бронетанкова дивізія, Форт Кавазос (Техас) — у REFORGER сили POMCUS з дислокацією: Менхенгладбах і Штрален (Західна Німеччина)
    - 5-та (механізована) піхотна дивізія, Форт Полк (Луїзіана) — у REFORGER сили POMCUS з дислокацією: Тер-Апель, Куворден і Врізенвен (Нідерланди)
    - 3-й кавалерійський полк, Форт Блісс (Техас) — у REFORGER сили POMCUS з дислокацією: Менхенгладбах (Західна Німеччина)

  - XVIII повітрянодесантний корпус, Форт Брегг (Північна Кароліна)
    - 82-га повітрянодесантна дивізія, Форт Брегг (Північна Кароліна)
    - 101-ша десантно-штурмова дивізія, Форт Кемпбелл (Кентуккі)
    - 10-та гірсько-піхотна дивізія, Форт Драм (Нью-Йорк)
    - 24-та піхотна дивізія, Форт Стюарт (Джорджія)

  - 1-ша (механізована) піхотна дивізія, Форт Райлі (Канзас) — у REFORGER (VII корпус) сили POMCUS з дислокацією: Мангайм (Західна Німеччина)
  - 4-та (механізована) піхотна дивізія, Форт Карсон (Колорадо) — у REFORGER (V корпус) сили POMCUS з дислокацією: Кайзерслаутерн (Західна Німеччина)
  - 6-та (легка) піхотна дивізія, Форт Річардсон (Аляска), частина армії «Аляска»
  - 194-та бронетанкова бригада, Форт-Нокс (Кентуккі) — у REFORGER (V корпус) сили POMCUS з дислокацією: Пірмазенс (Західна Німеччина)
  - 193-тя піхотна бригада, Форт Клейтон (Зона Панамського каналу)
  - 197-ма піхотна бригада, Форт Беннінг (Джорджія) — у REFORGER (V корпус) сили POMCUS з дислокацією: Пірмазенс (Західна Німеччина)
- Європейська армія США (USAREUR), Штутгарт (Західна Німеччина)
  - V корпус, Франкфурт-на-Майні
    - 3-тя бронетанкова дивізія, Франкфурт-на-Майні
    - 8-ма (механізована) піхотна дивізія, Бад-Кройцнах
    - 11-й бронекавалерійський полк, Фульда

  - VII корпус, Франкфурт-на-Майні
    - 1-ша бронетанкова дивізія, Ансбах
    - 1-ша піхотна дивізія (передовий контингент) (3-тя піхотна бригада), Геппінген
    - 3-тя (механізована) піхотна дивізія, Вюрцбург
    - 2-й бронекавалерійський полк, Нюрнберг

  - 2-га бронетанкова дивізія, Остергольц-Шармбек
  - Берлінська бригада, Західний Берлін
- Західне Командування армії (WESTCOM), Форт Шафтер (Гаваї), частина Тихоокеанського Командування ЗС, з 1989 року — у складі армії «Аляска», з 1990 року — армії «Японія»
  - 25-та легка піхотна дивізія, Шофілд Барракс
- 8-ма армія (EUSA), Гарнізон Йонсан (Південна Корея)
  - 2-га піхотна дивізія, Кемп Кейсі
  - Армія «Японія»/IX корпус, Кемп-Зама

Крім того, 177-ма бронетанкова бригада діяла в ролі сил противника (англ. Opposing Force, OPFOR) на Національному навчальному центрі у форті Ірвін у Каліфорнії. Національна гвардія армії складалася з десяти дивізій: шести піхотних, двох механізованих та двох бронетанкових дивізій, а також 18 окремих бойових бригад (11 піхотних, 3 бронетанкових, 4 механізованих) і трьох бронекавалерійських полків. Армійський резерв був формувачем однієї механізованої та двох піхотних бригад.

### 1990-ті
Після успішного проведення операції «Буря в пустелі» американська армія не брала участі у значних за розмахом бойових діях до кінця 1990-х років. Армійські підрозділи брали участь тільки у низці миротворчих операцій, таких як миротворча місія ООН в Сомалі в 1993 році, де невдала операція «Готичний змій» призвела до загибелі вісімнадцяти американських солдатів і виведення міжнародних сил з країни. Армія також залучала свої війська до миротворчих сил НАТО в колишній Югославії з грудня 1995 року, спочатку з ІФОР. Американські війська залишили Боснію та Герцеговину лише у 2004 році, коли 24 листопада 2004 року була розформована оперативна група «Ігл». Станом на 2022 рік військові армії США залишаються в Косові разом з іншими компонентами КФОР від різних країн НАТО та партнерів.